# Liste der Kommenden des Deutschen Ordens

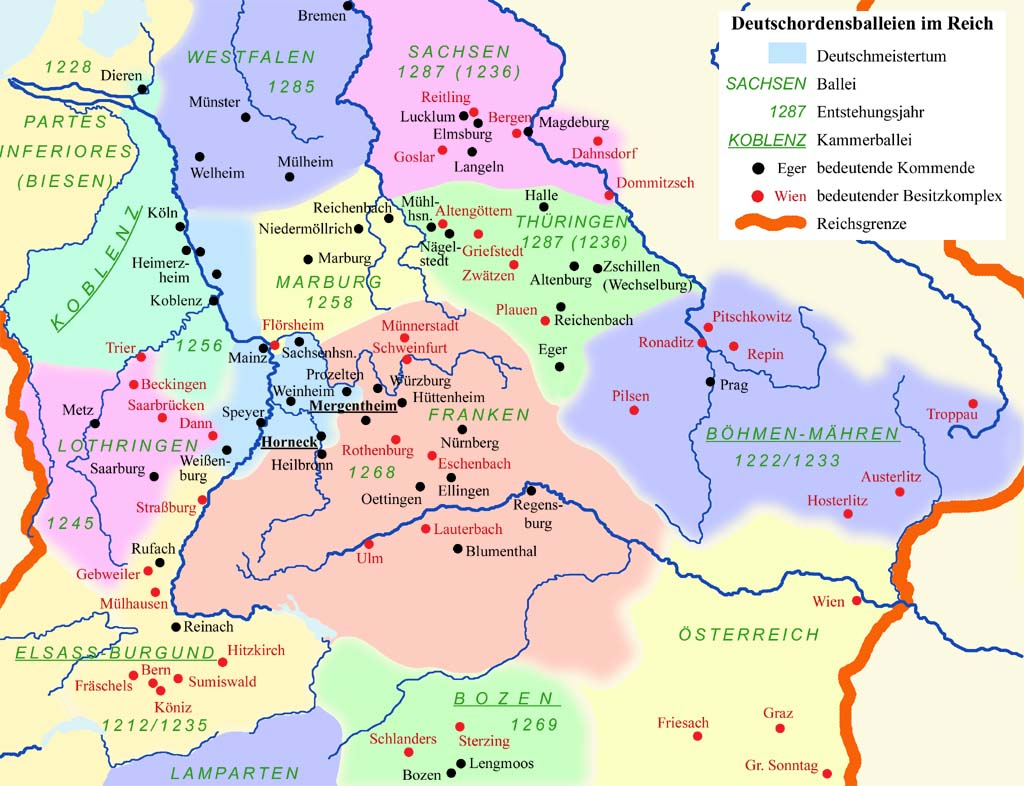
Balleien und Kommenden im Heiligen Römischen Reich

Der Deutsche Orden war ehemals ein Geistlicher Ritterorden und ist heute ausschließlich ein religiöser Orden der römisch-katholischen Kirche. Der Deutschordensstaat war der Vorläufer des Herzogtums Preußen.
Bis in das 19. Jahrhundert hinein hießen die Ordenskonvente des Ordens Kommenden. In diesen Kommenden lebten sowohl Ritterbrüder als auch Priesterbrüder und Graumäntler oder Servanten. Unter der Leitung eines Oberen, genannt Komtur, fand in diesen Kommenden ein klösterliches Leben mit Chorgebet statt. Erst nach der Reformation löste sich im Deutschen Orden das gemeinschaftliche Leben auf und die Kommenden wurden zu reinen Einkommensquellen der Ritterbrüder des Ordens, welche für gewöhnlich im Militärdienst eines Landesherrn standen.
Kommenden waren in größere Verwaltungseinheiten, den Balleien, zusammengefasst; letztere waren etwa den Provinzen der Dominikaner vergleichbar.
Mit der Umwandlung des Deutschen Ordens in einen Klerikerorden nach dem Ersten Weltkrieg kam es zur Auflösung des Elements in diesem Orden. Damit gingen die Balleien des Ordens in den Provinzen/Prioraten des heutzutage vor allem aus Priesterbrüdern bestehenden Deutschen Ordens auf, deren Prior sich zugleich stets Landkomtur nennt und somit an die Tradition der Ritterbrüder anschließt.
Die Kommenden wurden in Konvente umgewandelt, deren Vorsteher nun Superior und nicht mehr Komtur genannt wird.

## Erste Kommenden imHeiligen Land, noch ohne Balleien
| Kommende           | von               | bis             | Anmerkung | Bild |
| ------------------ | ----------------- | --------------- | --- | ---- |
| Kommende Montfort  | 1220              | 1271            | Von 1220 bis 1271 Sitz des Hochmeisters. Am 23. Juni 1271 durch die Mamluken unter Sultan Baibars I. erobert.                                                      |      |
| Kommende Akkon     | 1191              | 1291            | von 1191 bis 1220 und von 1271 bis 1291 Amtssitz des Hochmeisters; am 18. Mai 1291 durch Truppen des ägyptischen Mamluken-Sultan al-Malik al-Asraf Chalil erobert. |      |
| Kommende Antiochia | 1198              | 1268            | 1268 durch die Mamluken unter Sultan Baibars I. erobert. |      |
| Kommende Gaza      | 1153              | spätestens 1192 | 1192 wurde die Stadt Gaza beim Frieden zwischen Richard Löwenherz und Saladin den Arabern übergeben.                                                               |      |
| Kommende Jaffa     | März 1198         | 1268            | 1198 schenkte Heinrich II. von Champagne dem Deutschen Orden Land und Weinberge in Jaffa. 1268 durch die Mamluken unter Sultan Baibars I. erobert.                 |      |
| Kommende Jerusalem | April 1229        | 11. Juli 1244   | Kaiser Friedrich II. schenkte dem Deutschen Orden das Deutsche Hospital sowie Häuser in Jerusalem. 1244 von choresmischen Söldnern erobert.                        |      |
| Kommende Rama      | 1196              |                 | Nur durch ein Schutzprivileg von Papst Coelestin III. vom 21. Dezember 1196 belegt.                                                                                |      |
| Kommende Sidon     | 1220              | 1291            | Kampflose Übergabe der Stadt am 14. Juli 1291 an die Mamluken unter Sultan al-Malik al-Asraf Chalil.                                                               |      |
| Kommende Toron     | 1227              | 1266            | 1266 durch die Mamluken unter Sultan Baibars I. erobert. |      |
| Kommende Tripolis  | 4. September 1209 | 1289            | Fürst Bohemund IV. von Antiochia schenkte dem Deutschen Orden drei Türme der Stadtmauer. Im Sommer 1289 durch die Mamluken unter Sultan Qalawun erobert.           |      |
| Kommende Tyros     | April 1195        | 19. Mai 1291    | 1195 schenkte König Heinrich II. von Jerusalem Land und Gebäude dem Deutschen Orden. 1291 durch die Mamluken unter Sultan Chalil erobert.                          |      |

## Ballei Armenien
| Kommende                                      | von             | bis             | Anmerkung | Bild |
| --------------------------------------------- | --------------- | --------------- | --- | ---- |
| Kommende Amouda heute türkisch: Hemite Kalesi | 1211/12         | 1375            | 1266 von den Mamluken unter Sultan Baibars I. erobert und geplündert. 1375 endgültig von den Mamluken unter Sultan Al-Malik al-Aschraf Nasir ad-Din Schaban (II.) ibn Husain erobert. |      |
| Kommende Askalon                              |                 |                 | Es gibt nur eine Quelle zu dieser Kommende; den Schutzbrief von Papst Coelestin V. 1296.                                                                                              |      |
| Kommende Cumbetefort (östlich von Tarsus)     | 1212            | vermutlich 1375 | Ein Geschenk König Leons I. von Kleinarmenien an Hermann von Salza. Genaue Lokalisierung nicht mehr möglich. Verlorengegangen durch den Untergang des Königreichs Kleinarmenien.      |      |
| Kommende Düziçi (türkisch: Harunia, Haruniye) | 22. Januar 1236 | vermutlich 1375 | Die Stadt Harunia mit 13 Dörfern war ein Geschenk der Königin Isabella von Kleinarmenien an den Deutschen Orden. Verlorengegangen durch den Untergang des Königreichs Kleinarmenien.  |      |
| Kommende Tarsus                               | vermutlich 1097 | vermutlich 1375 | Verlorengegangen durch den Untergang des Königreichs Kleinarmenien |      |
| Kommende Zamsi                                | vermutlich 1196 | unbekannt       | Die Kommende ist lediglich durch ein Schutzprivileg Papst Cölestin III., welches dieser am 21. Dezember 1196 ausstellte, bekannt.                                                     |      |

Die Besitzungen auf Zypern bildeten keine eigene Ballei, sondern gehörten zur Ballei Armenien
| Kommende                                         | von  | bis | Anmerkung                                                        | Bild |
| ------------------------------------------------ | ---- | --- | ---------------------------------------------------------------- | ---- |
| Kommende Clavodie (griechisch: Klavdia Κλαυδιά)  |      |     | Spätestens 1571 bei der osmanischen Eroberung verloren gegangen. |      |
| Kommende Lefkara (griechisch: Λεύκαρα)           | 1205 |     | Spätestens 1571 bei der osmanischen Eroberung verloren gegangen. |      |
| Kommende Nikosia (griechisch: Lefkosía Λευκωσία) | 1209 |     | Spätestens 1571 bei der osmanischen Eroberung verloren gegangen. |      |

## Ballei Apulien
1483 verstarb Stephan Grube, der letzte Statthalter der Ballei. Als Nachfolger setzte Papst Sixtus IV. einen Kardinal ein. Trotz aller Proteste konnte der Deutsche Orden die Ballei nicht wieder erlangen und ging für den Orden verloren.
| Kommende                | von           | bis      | Anmerkung | Bild |
| ----------------------- | ------------- | -------- | --- | ---- |
| San Leonardo            | 1240          | um 1483  | Das Augustinerchorherrenstift S. Leonardo wurde dem Orden 1260 übertragen. Die Kommende wurde ab 1350 Sitz des Landkomturs. |      |
| Bari                    | 1209          | um 1483  | 1209 besaß der Deutsche Orden ein Spital in Bari. |      |
| Barletta                | Frühjahr 1197 | um 1483  | 1197 wurde das Hospital des heiligen Thomas zu Barletta gegründet. Das Grab des Hochmeisters Hermann von Salza befand sich in der Kapelle der Kommende. Von 1233 bis 1350 Sitz des Landkomturs.                                                               |      |
| Bellovedere             |               | um 1483  | |      |
| Brindisi                | 1208          | um 1483  | Die Kirche S. Maria Alamagnorum gehörte zur Ballei. Bis 1233 Sitz des Landkomturs. |      |
| Corneto (bei Cerignola) | 1226          | 1483     | Die Kommende und das Marienhospital in Corneto wurden im Jahre 1226 zum ersten Mal erwähnt. 1341 wurde der letzte Komtur erwähnt, aber 1440 gab es immer noch drei Mitglieder. Berühmt ist der „Torre Alemanna“. 1482/83 an den Bischof von Siponto verkauft. |      |
| Eboli                   | 1212          | um 1483  | Bereits 1206 beschenkte König Friedrich II. den Deutschen Orden in Eboli. |      |
| Foggia                  | 1230          | ca. 1440 | Seit 1220 ein Hospital des Deutschen Ordens. Um Schenkungen des Grafen von Constia, Racius de Balbano, erweitert. |      |
| Ginosa                  | Mai 1270      |          | 1270 wurde dem Deutschen Orden das Benediktinerstift Genusia und die Kirche in Ostuni übergeben. |      |
| Nardò                   | 13. Jh.       | ca. 1440 | |      |
| Trani                   | 1237          |          | Ab 1237 Sitz eines Priors, ab 1240 Erwähnung eines Komturs. |      |
| Ugentu                  |               | ca. 1483 | |      |

## Ballei Biesen
| Kommende                                                       | von                 | bis       | Anmerkung | Bild |
| -------------------------------------------------------------- | ------------------- | --------- | --- | ---- |
| Kommende Alden Biesen                                          | um 1220             | 1797      | Bistum Lüttich; Name Alden Biesen entstand 1361, nachdem es zur Gründung von Nieuwen Biesen kam. Sitz der Landkomtur bis Mitte des 14. Jh., dann wieder ab 1620. Im Jahr 1797 durch die Franzosen säkularisiert und versteigert. |      |
| Kommende Aschaffenburg                                         | 1749                | 1773      | Erzbistum Mainz; vorher im Besitz der Deutschordensballei Hessen; Abgewirtschaftet durch Finanzmanipulationen und umgewidmet als Konzertstätte                                                                                   |      |
| Kommende Bekkevoort                                            | 1280                | 1796      | Bistum Lüttich, 1578 verwüstet, 1585 wurde der Sitz der Komtur nach Diest verlegt |      |
| Kommende Bernissem                                             | 1237                | vor 1793  | Bistum Lüttich; besaß u. a. das Patronat über die Kirche von Montenaken; ging vor 1793 in Konkurs |      |
| Kommende Geleen                                                | um 1247             | nach 1400 | Bistum Lüttich; von 1247 bis 1341 als Kommende bezeugt, ab 1400 keine Erwähnungen mehr |      |
| Reichsunmittelbare Herrschaft und Kommende Gemert              | vor 1249            | 1797      | Bistum Lüttich; Gründungszeit unklar, um 1249 findet sich bereits der 2. Komtur; bis 1668 Bestand nicht durchgehend nachweisbar, anschließend gesicherte Herrschaft über die Herrlichkeit Gemert                                 |      |
| Herrschaft und Kommende Gruitrode                              | 1416                | 1801      | Bistum Lüttich; ab 1417 Pfarrrechte; 1568 Neubau der Kommende nach Kriegsverwüstung von 1483 |      |
| Rezeptur Holt                                                  | 1281                | 1611      | Bistum Lüttich; Kleinste Kommende der Ballei; 1611 überführt in die Kommende Ordingen |      |
| Kommende Jungen-Biesen                                         | 1573                | 1802      | Erzbistum Köln, Standort in Köln im Bereich der Severinstraße in unmittelbarer Nachbarschaft zur Kommende St. Katharina der Kammerballei Koblenz                                                                                 |      |
| Kommende Lüttich (St. André)                                   | 1255                | 1795      | Bistum Lüttich; Reichste Kommende der Ballei; Sitz des Priors der Ballei Biesen; zw. 1634 und 1657 Neubau der Kommendegebäude;                                                                                                   |      |
| Kommende Neuen-Biesen                                          | zw. 1358 und 1361   | 1794      | Bistum Lüttich; in Maastricht gelegen, Priesterkonvent, Noviziatshaus; Mitte des 14. Jh. bis 1620 Sitz der Landkomtur und bis Mitte des 18. Jh. des Balleikapitels                                                               |      |
| Herrschaft und Kommende Ordingen                               | 1611                | vor 1800  | Bistum Lüttich; übernahm bei Gründung zusätzlich die Kommende Holt |      |
| Herrschaft und Kommende Ramersdorf                             | 1230                | 1803      | Erzbistum Köln; zunächst Deutschmeistertum, erst 1371 der Ballei Biesen übertragen |      |
| Siersdorf                                                      | 1219                | 1809      | Erzbistum Köln, 1578 Neubau nach kriegsbedingter Zerstörung; |      |
| Deutschordenskommende St. Aegidius                             | 1321                | 1802      | Bistum Lüttich; Pontstraße in Aachen; bis 16. Jh. Priesterkommende; |      |
| Reichsunmittelbare Herrschaft und Kommende Sint-Pieters-Voeren | 1244                | 1798      | Bistum Lüttich; die alten Gebäude wurden im 17. Jh. durch eine neue Schlossanlage ersetzt |      |
| Rezeptur Sint Truiden                                          | 1254                | vor 1800  | Bistum Lüttich; |      |
| Rezeptur Vught                                                 | 1483 (nicht belegt) | vor 1800  | Bistum Lüttich; erste Erwähnung eines Komturs um 1373; übernahmen das Patronatsrecht über die St. Lambertuskirche |      |

## Kammerballei Böhmen
| Kommende                                   | von                                                                                       | bis | Anmerkung | Bild |
| ------------------------------------------ | ----------------------------------------------------------------------------------------- | --- | --- | ---- |
| Kommende Aussig                            | Unterstand dem Großmeister und der Marienburg. Ein Priesterbruder als Komtur 1318 belegt. | | |      |
| Kommende Austerlitz, alter Name Neusedlitz | 1236 Unterstand dem Hochmeister und der Marienburg. Komture von 1243 bis 1389 belegt.     | 1410 | Die Stadt wurde vom Orden im Auftrag von König Wenzel I. 1237 begründet. 1397 besetzte Jobst von Mähren die Stadt und gab sie nicht mehr zurück. |      |
| Kommende Bilin                             | 1302                                                                                      | 1407 | Unterstand dem Hochmeister und der Marienburg. Komture von 1382 bis 1408 belegt. Die Kommende wurde an König Wenzel IV. verpfändet und nicht mehr ausgelöst. |      |
| Kommende Deblin                            | 1. Juli 1299                                                                              | spätestens 1487 | Gertrud, die Witwe Bernhards von Hartenstein, Burggraf von Meißen, schenkte dem Orden ihre Erbschaft Burg Deblin mit den dazu gehörigen fünfzehn Gütern. Unterstand dem Hochmeister und der Marienburg. Komture von 1384 bis 1404 belegt. |      |
| Kommende Deutsch Brod                      | 1255                                                                                      | 1422 | Die Herren von Neuhaus schenkten Anfang des 13. Jahrhunderts dem Orden zwei Dörfer. Unterstand dem Hochmeister und der Marienburg. Komture (Priesterbrüder) von 1265 bis 1429 belegt. Durch die Hussitenkriege zerstört und verloren gegangen.                                                                                                |      |
| Kommende Drobowitz (heute: Verneřice)      | 7. Juli 1242                                                                              | 20. September 1411 | War ein Geschenk des Johannes von Miletin an den Orden. Anfang des 15. Jahrhunderts Sitz der Ballei Böhmen; 1411 von König Wenzel IV. eingezogen. Unterstand dem Hochmeister und der Marienburg. Komture und ein weiterer Amtsträger von 1270 bis 1409 belegt. In der Kirche befindet sich das Grab des Hochmeisters Konrad von Feuchtwangen. |      |
| Kommende Eulenburg                         | 1623                                                                                      | 1939 | Karl von Liechtenstein verkaufte die Herrschaft Eulenberg an den Deutschen Orden. 1939 von den Nationalsozialisten enteignet. |      |
| Kommende Hosterlitz                        | 1237                                                                                      | 1318 | Das Dorf war ein Geschenk König Wenzels I. an den Orden. Die Kommende ging auf Grund ihres schlechten Rufes verloren. |      |
| Kommende Hostraditz                        |                                                                                           | Unterstand dem Hochmeister und der Marienburg. Komture von 1248 bis 1460 belegt. Kommenade 1418 nachweisbar.                                                                       | An den Herzog von Troppau verpfändet und nicht mehr eingelöst. |      |
| Kommende Hrottowitz                        | 1330                                                                                      | um 1420 | verkauft an Ulrich von Daubrawitz |      |
| Kommende Jägerndorf                        | 1281                                                                                      | 1414 | 1281 schenkte Herzog Nikolaus von Troppau dem Deutschen Orden die Stadtpfarrkirche von Jägerndorf. Unterstand dem Hochmeister und der Marienburg. Komture von 1389 bis 1432 belegt. Von König Sigismund wegen Geldschulden eingezogen. |      |
| Kommende Komotau                           | 29. März 1252                                                                             | 21. September 1411 | Komotau war ein Geschenk an den Orden von Friedrich von Komotau. Die Stadt musste auf Veranlassung von König Wenzel IV. an Stephan von Kobersheim abgetreten werden. Größte Kommende in Böhmen. Unterstand dem Hochmeister und der Marienburg. Komture und zwei weitere Amtsträger von 1326 bis 1409 belegt.                                  |      |
| Kommende Königgrätz, auch: Grätz           | 1251.                                                                                     | 15. Jahrhundert | Unterstand dem Hochmeister und der Marienburg. Komture von 1364 bis 1422 belegt. Die Kommende wurden im Hussitenkrieg zerstört. |      |
| Kommende Krenowitz                         | 1382 nachweisbar                                                                          | 15. Jahrhundert | Unterstand dem Hochmeister und der Marienburg. Komture von 1406 bis 1409 belegt. Durch die Hussitenkriege zerstört und verloren gegangen. |      |
| Kommende Mährisch Kromau                   | 1294                                                                                      | 15. Jahrhundert | Seit 1237 gehörte die Pfarrkirche dem Deutschen Orden. Durch die Hussitenkriege zerstört und verloren gegangen. Zur Kommende gehörte auch das Hospital der Stadt. Unterstand dem Hochmeister und der Marienburg. Komture von 1370 bis 1429 belegt.                                                                                            |      |
| Kommende Miletin                           | 19. Oktober 1241                                                                          | 1410 | Die Dörfer waren ein Geschenk der Domislava von Miletin. 1410 Verkauf an Benesch von Chaustnick. Unterstand dem Hochmeister und der Marienburg. Komture von 1404 bis 1406 belegt. |      |
| Kommende Neuhaus                           | 1269                                                                                      | 1450 | Bereits vor 1237 existierte ein Spital des Ordens. Unterstand dem Hochmeister und der Marienburg. Komture von 1270 bis 1431 belegt. 1450 Verkauf an die Herren von Neuhaus. |      |
| Kommende Pilsen                            | 1224                                                                                      | 1546 | 1224 gründete der Orden ein Hospital und eine Pfarrei. Unterstand dem Hochmeister und der Marienburg. Komture von 1383 bis 1408 belegt. 1546 übertrug Kaiser Ferdinand I. die Kommende der Stadt Pilsen. |      |
| Kommende Pischkowitz                       | 6. Februar 1233.                                                                          | 1437. | Unterstand dem Hochmeister und der Marienburg. Komture und zwei weitere Amtsträger von 1326 bis 1409 belegt. Als Pfand durch König Sigismund an Hynek von Waldstein gegeben; endgültiger Verzicht des Ordens am 16. April 1488. |      |
| Kommende Platten                           | Juni 1403.                                                                                | Ende 1404 | Blatten wurde vom Orden Mitte des 13. Jahrhunderts gegründet. Bis 1403 gehörte es zur Kommende Komotau. Da der Orden seine Schulden bei König Wenzel IV. nicht zahlte, wurde die Kommende eingezogen und dem Brüxer Burggrafen Hynek von Kauffung übergeben.                                                                                  |      |
| Kommende Polna                             | 1252                                                                                      | 1418 | Unterstand dem Hochmeister und der Marienburg. Komture von 1370 bis 1411 belegt. Abtretung 1418 an Herzog Johann I. von Troppau. |      |
| Kommende Prag                              | 1203                                                                                      | Sitz des Landmeisters. Unterstand dem Hochmeister und der Marienburg. Landmeister und ein weiterer Amtsträger von 1233 bis 1522 belegt. Kommende St. Benedikt um 1433 nachweisbar. | Zu ihr gehörten das Elisabethenhospital, das Marienhospital und die Pfarrei St. Jakob. Unterstand dem Hochmeister. Komture von 1286/87 bis 1402 belegt. |      |
| Kommende Reichenbach                       | Mitte 13. Jahrhundert                                                                     | um 1301 | |      |
| Kommende Repin, auch: Rippin               | 1207                                                                                      | 1417 | Zeitweise Residenz des Landkomturs. Unterstand dem Hochmeister und der Marienburg. Komture von 1278 bis 1411 belegt. 1417 an Wilhelm von Schönburg verkauft. |      |
| Kommende Rhotowitz bei Olmütz              |                                                                                           | | Unterstand dem Hochmeister und der Marienburg. Komture (zumindest teilweise Priesterbrüder) von 1370 bis 1411 belegt. |      |
| Kommende Troppau                           | 1203                                                                                      | 1561 | Der Orden errichtete die Pfarrei und Kirche St. Marien. Unterstand dem Hochmeister und der Marienburg. Komture von 1270 bis 1498 belegt. 1542 kam die Pfarrei durch König Ferdinand I. an den Magistrat von Troppau, die restlichen Besitzungen wurden 1561 an Albert von Fulstein verkauft.                                                  |      |
| Kommende Tropplowitz                       | 1256.                                                                                     | Ende 15. Jahrhundert | |      |
| Kommende Vitis; auch: Groß Bittesch        | 1295                                                                                      | 1428 | Vitis war ein Geschenk des Königs Wenzel II. an den Orden. Die Kommende erlosch durch die Hussitenkriege. Unterstand dem Hochmeister und der Marienburg. Komture von 1384 bis 1406 belegt. |      |
| Kommende Winarsch (heute Gemeinde Vilémov) | 1256                                                                                      | 24. Juni 1272 | 1192 schenkte Herzog Wenzel II. die Hälfte des Dorfes dem Deutschen Orden. 1272 zur Kommende Dobrowitz gelegt. |      |

## Ballei Schwaben-Elsass-Burgund
| Kommende                           | von                    | bis             | Anmerkung | Bild |
| ---------------------------------- | ---------------------- | --------------- | --- | ---- |
| Landkommende Altshausen            | 1264                   | 1806            | Seit 1440 oft Sitz des Landkomturs. War die reichste Kommende der Ballei. Unterstand dem Hochmeister. Komture und zwei andere Amtsträger von 1318 bis 1522 belegt. 1806 durch das Königreich Württemberg säkularisiert. |      |
| Kommende Andlau                    | 1312                   | 1791            | Das Gebiet kam nach der Auflösung des Templerordens zum Deutschen Orden. Unterstand dem Hochmeister. Komture von 1268 bis 1444 belegt. Während der französischen Revolution aufgehoben. |      |
| Kommende Basel                     | 1284–1286              | 1805            | Unterstand dem Hochmeister. Komture von 1263 bis 1459 belegt.1805 verkauft |      |
| Kommende Bern                      | 1256                   | 1485            | Das Haus Bern unterstand dem Hochmeister und gehörte bis 1267 zur Kommende Köniz. Komture und zwei andere Amtsträger von 1271 bis 1485 belegt. Auf Betreiben des bernischen Rats verlor der Deutsche Orden 1485 in Bern die Zuständigkeit über die Kollatur des Münsters St. Vinzenz und wurde durch ein weltliches Chorherrenstift ersetzt. Mit Einführung der Reformation in Bern ging die Kommende verloren. |      |
| Kommende Beuggen                   | Mai 1246               | 1806            | Ulrich von Liebenberg schenkte seinen Besitz 1246 dem Deutschen Orden. Unterstand dem Hochmeister. Komture und drei andere Amtsträger von 1252 bis 1522 belegt. Bis 1444 zumeist Sitz der Ballei Elsass-Burgund. 1806 zu Gunsten des Großherzogtums Baden säkularisiert. |      |
| Kommende Bienburg; auch Biegenburg | 1265                   | 1268            | Wurde in die Kommende Altshausen eingegliedert. |      |
| Kommende Fräschels                 | 1228                   | 1275            | Der Orden besaß hier ein Spital. Die einzigen Erwähnungen der Kommende stammen aus den Jahren 1225 bis 1228. |      |
| Kommende Freiburg                  | 1263                   | 1806            | Erste Erwerbungen erfolgten schon 1258. Die Kommende galt als sehr wohlhabend. 1806 Säkularisation durch das Großherzogtum Baden. Unterstand dem Hochmeister. Komture von 1263 bis 1462 belegt. |      |
| Kommende Gebweiler                 | 1270                   | 18. Jahrhundert | Die Kommende entstand nach der Verlegung der Kommende Sulz. Unterstand dem Hochmeister. Ein Komtur und ein anderer Amtsträger von 1298 bis 1318 belegt. Mit Einführung der Reformation in Bern ging die Kommende verloren. Im 18. Jahrhundert an die Kommende Rufach. |      |
| Kommende Hitzkirch                 | 1237                   | 1806            | Ab 1236 erwarb der Deutsche Orden Grund in Hitzkirch, 1237 kamen auch die Pfarrkirche und die Burg Tannenfels hinzu. Unterstand dem Hochmeister. Ein Komtur und ein anderer Amtsträger von 1356 bis 1517 belegt. Mit Einführung der Reformation in Bern ging die Kommende verloren. 1806 von der Gemeinde Hitzkirch säkularisiert.                                                                              |      |
| Kommende Kaisersberg               | 1295                   | 1525            | 1295 erwarb der Orden Häuser und Rechte in der Stadt. Unterstand dem Hochmeister. Ein Komtur 1318 belegt. Die unbedeutendste Kommende der Ballei wurde 1525 verpachtet und von Andlau aus verwaltet. |      |
| Kommende Köniz                     | 31. Mai 1243.          | 1729            | Das Dorf war 1226 ein Geschenk von Kaiser Friedrich II. an den Deutschen Orden. Unterstand dem Hochmeister und gehört zur Kommende Bern und Könitz. Unterstand dem Hochmeister. Komture und zwei weiterer Amtsträger von 1271 bis 1492 belegt. 1729 für 120.000 Reichstaler an die Stadt Bern verkauft. |      |
| Kommende Mainau                    | 1272                   | 29. März 1806   | Obwohl die Insel dem Kloster Reichenau gehörte, verschenkte 1271/72 Arnold von Langenstein eigenmächtig die Insel an den Deutschen Orden. Dafür gab dieser die Kommende Sandegg an Reichenau. Unterstand dem Hochmeister. Komture und ein anderer Amtsträger von 1273 bis 1483 belegt. 1806 Säkularisation durch das Großherzogtum Baden.                                                                       |      |
| Kommende Mülhausen                 | 1291                   | 1527            | 1227 schenkte König Heinrich VII. die Stephanskirche dem Deutschen Orden. Komture und von 1272 bis 1527 belegt. Nach Streit mit der Reichsstadt Mülhausen 1527 Verlust der städtischen Güter, die restlichen Besitzungen wurden von der Kommende Rixheim verwaltet. |      |
| Kommende Rainach, auch: Reinach    | 1226                   | um 1250         | Von der Kommende liegen wenig Quellen vor. Die letzte Nennung war um 1243; wahrscheinlich wurde sie zur Kommende Basel gelegt. |      |
| Kommende Rixheim                   | Anfang 13. Jahrhundert | 1789            | Seit Anfang des 13. Jahrhunderts gehörte der Dinghof zu Rixheim als Keimzelle der Kommende zum Deutschen Orden. Während der französischen Revolution aufgehoben. |      |
| Kommende Rufach                    | ca. 1230               | 1789            | Grundlage der Kommende war eine Schenkung des Straßburger Fürstbischofs Berthold I. von Teck. Von 1278 bis 1443 bei Suntheim. Unterstand dem Hochmeister. Komture von 1231 bis 1515 belegt. Während der französischen Revolution aufgehoben. |      |
| Kommende Sandegg                   | 1255                   | 1272            | Die Burg Sandegg im Kanton Thurgau kam um 1255 an den Deutschen Orden und wurde 1260 erstmals als Kommende genannt. Wegen ständiger Streitereien um die Kommende Mainau ging die Sandegg nach einem Vertrag mit der Abtei Reichenau 1272 an diese über. |      |
| Kommende Straßburg                 | 1273.                  | Dezember 1672   | Der Orden besaß seit 1215 Besitzungen in der Stadt. Unterstand dem Hochmeister. Komture von 1273 bis nach 1500 belegt. 1672 wurde die Kommende von König Ludwig XIV. dem Lazarusorden übergeben. |      |
| Kommende Sulz                      | 1234                   | 1270            | Die Kommende wird erstmals 1234 erwähnt und 1270 nach Gebweiler verlegt. |      |
| Kommende Sumiswald                 | 1225                   | 1528            | 1225 schenkte Lütold von Sumiswald Burg und Kirche von Sumiswald dem Deutschen Orden. Unterstand dem Hochmeister. Komture von 1302 bis 1487 belegt. 1528 von Bern säkularisiert. |      |
| Kommende Suntheim bei Rufach       | vor 1300               | 1525            | 1300 wurde eine Niederlassung der Deutschordensschwestern von Hitzkirch nach Suntheim verlegt. Während der Bauernkriege zerstört und aufgegeben. Unterstand dem Hochmeister. Komture von 1293 bis 1469 belegt. |      |
| Kommende Tannenfels                | vor 1300               | 1525            | Unterstand dem Hochmeister. Komture von 1248 bis 1390 belegt. |      |
| Kommende Waldstetten               | 1673                   | 1806            | Ab 1574 erwarb die Ballei Elsass Güter in Unterrohr, die 1673 zur Kommende Waldstetten führten. 1806 Säkularisation durch das Königreich Bayern. |      |
| Kommende Weißenburg                | vor 1250               | Oktober 1789    | Die Kommende wurde mit dem Bau der Elisabeth-Kapelle begründet. 1789 während der französischen Revolution säkularisiert. |      |

## Ballei an der Etsch und im Gebirge(Tirol)
| Kommende                     | von               | bis  | Anmerkung | Bild |
| ---------------------------- | ----------------- | ---- | --- | ---- |
| Kommende Bozen               | 9. April 1202     | 1929 | 1202 wurde auf Initiative und mit Geld der Eheleute Gerold und Mechthild ein Hospital unter Leitung des Deutschen Ordens eingerichtet und um 1400 nach Weggenstein transferiert. Unterstand dem Hochmeister. Sitz des Landkomturs. Landkomture von 1257 bis 1487, Hauskomture von 1351 bis 1467 belegt. |      |
| Kommende Suntheim bei Rufach | vor 1300          | 1525 | 1300 wurde eine Niederlassung der Deutschordensschwestern von Hitzkirch nach Suntheim verlegt. Während der Bauernkriege zerstört und aufgegeben. 1929 von Italien säkularisiert. |      |
| Kommende Lana                | 16. April 1396    |      | Neben der Pfarrei Lana gehörten noch Völlan und Gargazon zur Kommende. |      |
| Kommende Lengmoos            | 1234              | 1929 | 1234 kaufte der Deutsche Orden das Spital in Lengmoos. Unterstand dem Hochmeister. Komture und zwei andere Amtsträger von 1237 bis 1534 belegt. Der heute noch existierende Bau entstand um 1625. |      |
| Kommende Sankt Leonhard      | 1219              | 1811 | 1219 schenkte König Friedrich II. dem Deutschen Orden die Pfarrei. 1811 von Bayern besetzt und säkularisiert. |      |
| Kommende Schlanders          | 1305              | 1811 | 1235 schenkte Kaiser Friedrich II. Hermann von Salza die Pfarrei. Unterstand dem Hochmeister. Komture und ein anderer Amtsträger von 1261 bis 1524 belegt. 1811 von Bayern besetzt und säkularisiert.                                                                                                   |      |
| Kommende Sterzing            | 27. November 1254 | 1929 | Die Stifterin des Hospitals zu Sterzing, Adelheid von Taufers, schenkte dieses sowie die Pfarrkirche dem Deutschen Orden. Unterstand dem Hochmeister. Komture und zwei andere Amtsträger von 1271 bis 1518 belegt.                                                                                      |      |
| Kommende Trient              | 27. April 1283    | 1673 | 1283 erhielt der Deutsche Orden das St.-Anna-Kloster der Augustiner-Chorherren. Unterstand dem Hochmeister. Komture von 1288 bis 1518 belegt. Die Kommende war schließlich wirtschaftlich nicht mehr rentabel und wurde verkauft.                                                                       |      |
| Kommende Weggenstein         |                   |      | Komture von 1202 bis 1487 belegt. siehe auch Kommende Bozen, Ballei an der Etsch |      |

## Ballei Franken
| Kommende                                          | von                   | bis               | Anmerkung |  |
| ------------------------------------------------- | --------------------- | ----------------- | --- |  |
| Landkommende Ellingen                             | 1216                  | 1796              | 1216 gab König Friedrich II. dem Orden das Spital in Ellingen als Lehen. Seitdem Sitz des Landkomturs. Mit der Besetzung durch Preußen endete die Herrschaft des Deutschen Ordens.                                                                      |  |
| Kommende Aichach                                  | 1310–1350             | 1384              | Kaiser Ludwig der Bayer schenkte 1310 dem Deutschen Orden die Kirche zu Aichach. Ab 1307 führte der Komtur den Titel Komtur von Aichach und Blumenthal, 1384 wurde die Kommende nach Blumenthal verlegt.                                                |  |
| Kommende Archshofen                               | 1267                  | 1460              | Burg und Dorf waren 1267 ein Geschenk von Ritter Friedrich von Archshofen und seiner Frau Hedwig. Von 1321 bis 1332 Teil der Kommende Mergentheim; 1333 bis 1369 eigenständig; 1370 an die Kommende Ellingen; 1460 verkauft.                            |  |
| Kommende Blumenthal                               | 1296                  | 1806              | Der Orden kaufte die Hofmark Blumenthal um 1254 von Herzog Rudolf I. 1806 Säkularisation durch das Königreich Bayern. |  |
| Kommende Donauwörth                               | 1214                  | 1806              | 1214 schenkte der König und spätere Kaiser Friedrich II. dem Deutschen Orden eine Kapelle und Grund in Donauwörth. Säkularisation durch das Königreich Bayern.                                                                                          |  |
| Kommende Eschenbach                               | vor 1236              | 24. April 1809    | Graf Poppo II. von Wertheim schenkte um 1220 die Pfarrei Eschenbach dem Deutschen Orden. Zwischen 1306 und 1315 kam die Kommende an das Deutsche Haus in Nürnberg; Ende des 18. Jahrhunderts zu Ellingen. Per Dekret von Napoleon säkularisiert.        |  |
| Kommende Gangkofen                                | 9. August 1279        | 11. Januar 1806   | Die Kommende war eine Schenkung Graf Wernhard II. von Leonberg. Sie wurde 1806 durch das Königreich Bayern säkularisiert. |  |
| Kommende Giengen an der Brenz                     | um 1273               | 15. Jahrhundert   | Ab dem 15. Jahrhundert zu Kapfenburg. |  |
| Kommende Heilbronn                                | 1225                  | 27. November 1805 | Ulrich II. von Dürn schenkte 1222–1224 seinen Besitz dem Deutschen Orden, aus dem die Kommende entstand. Ab 1784 Sitz des Landkomturs. 1805 zu Gunsten des Kurfürstentums Württemberg säkularisiert.                                                    |  |
| Kommende Horneck                                  | 1250                  | 1805              | 1250 trat Konrad von Horneck mit seinen beiden Söhnen dem Deutschen Orden bei und begründete die Kommende. Von 1438 bis 1489 Sitz des Deutschmeisters. 1805 zu Gunsten des Kurfürstentums Württemberg säkularisiert.                                    |  |
| Kommende Hüttenheim                               | 1213                  | 19. August 1328   | 1213 schenkte Albert von Hüttenheim seinen Besitz dem Deutschen Orden, um eine Kommende zu errichten. 1328 aus finanziellen Gründen der Kommende Nürnberg zugeschlagen. 1680 wurden die Besitzungen an Fürst Johann Adolf I. zu Schwarzenberg verkauft. |  |
| Kommende Kapfenburg                               | 25. März 1364         | Dezember 1805     | 1364 verkaufte der Graf von Graf von Oettingen die Kapfenburg mit den umliegenden Dörfern an Marquardt der Zoller von Rottenstein, Komtur von Mergentheim. 1805 zu Gunsten des Kurfürstentums Württemberg säkularisiert.                                |  |
| Kommende Kloppenheim                              | 1409                  | 1809              | 1409 wurde der Deutschordenshof erstmals erwähnt. 1658 kaufte der Deutsche Orden das ganze Dorf. 1708 bis 1718 wurde das Deutschordensschloss Kloppenheim erbaut. 1809 säkularisiert durch das Großherzogtum Hessen.                                    |  |
| Kommende Lauterbach                               | Mitte 13. Jahrhundert | 1332              | 1254 erwarb der Deutsche Orden die Pfarrkirche St. Stephan in Lauterbach. 1332 wurde die Verwaltung der Kommende nach Donauwörth verlegt. |  |
| Kommende Mainz                                    | 1256                  | 1792              | 1218 erfolgten unter Friedrich II. die ersten Schenkungen an den Orden. 1792 von Frankreich erobert und aufgelöst. |  |
| Kommende Mergentheim, Meistertum Mergentheim      | 1219                  | 1805/09           | Andreas von Hohenlohe schenkte dem Deutschen Orden seinen Erbanteil. Säkularisation durch die Königreiche Württemberg und Bayern. Siehe auch Meistertum Mergentheim.                                                                                    |  |
| Kommende Münnerstadt                              | um 1240               | 1803/05           | Vor 1241 gelangte die Pfarrei in die Hände des Deutschen Ordens. 1803/05 Säkularisation durch das Königreich Bayern. |  |
| Kommende Neubrunn                                 | 1305/11               | 1336              | 1305 oder 1311 stiftete Elisabeth von Hohenlohe dem Deutschen Orden ein Spital in Neubrunn. 1336 aufgehoben und zur Kommende Prozelten gegeben. |  |
| Kommende Neckarsulm                               | 7. Mai 1484           | 1805              | 1484 tauschte Reinhard von Neipperg die Kommende Prozelten an das Bistum Mainz gegen Burg Scheuerberg und Schloss Solme. Bis 1525 war Burg Scheuerberg Sitz der Kommende. 1805 Säkularisation zu Gunsten des Königreichs Württemberg.                   |  |
| Kommende Nürnberg                                 | 20. Februar 1209      | 1806              | 1209 schenkte Kaiser Otto IV. dem Deutschen Orden einen Hof in Nürnberg. 1806 zu Gunsten des Königreiches Bayern säkularisiert. |  |
| Kommende Obermässing (heute Stadt Greding)        | 1281                  | 1465              | Berthold von Mässingen schenkte dem Deutschen Orden sein Erbe. 1465 an den Eichstätter Bischof Wilhelm von Reichenau verkauft. |  |
| Kommende Oettingen                                | 1196                  | 1805              | 1225 stiftete Graf Ludwig von Oettingen Besitzungen dem Deutschen Orden und noch vor 1242 wurde ein Konvent errichtet. Die Kommende wurde am 29. November 1805 durch Württemberg säkularisiert.                                                         |  |
| Kommende St. Ägid zu Regensburg                   | 1210                  | 1809              | 1210 gründete Herzog Ludwig I. der Kelheimer die Kommende St. Ägid. 1809 Säkularisation zu Gunsten des Fürstentums Regensburg, 1810 zum Königreich Bayern.                                                                                              |  |
| Kommende Rothenburg                               | 1290                  | 13. August 1672   | Helmrich Küchenmeister von Rothenburg vermachte 1237 sein Erbe dem Deutschen Orden. Für 30.000 Gulden von Johann Caspar von Ampringen an die Reichsstadt Rothenburg verkauft.                                                                           |  |
| Kommende Sachsenhausen, (heute Frankfurt am Main) | 1221                  | 24. April 1809    | Kaiser Friedrich II. schenkte dem Deutschen Orden den Sandhof, das Spital und die Marienkirche. 1809 zu Gunsten von Karl Theodor Anton Maria von Dalberg säkularisiert.                                                                                 |  |
| Kommende Schweinfurt                              | 1273                  | 1437              | 1263 schenkte der Würzburger Bischof Iring von Reinstein-Homburg das Benediktinerkloster in Schweinfurt dem Deutschen Orden. 1437 an die Reichsstadt Schweinfurt verkauft.                                                                              |  |
| Kommende Speyer                                   | 20. Mai 1220          | 21. März 1797     | Bischof Konrad III. von Scharfenberg schenkte dem Deutschen Orden das Spital bei St. Stephan in Speyer. 1797 von Frankreich aufgelöst. |  |
| Kommende Stocksberg                               | 1334                  | 1375              | 1334 zur Kommende erhoben, 1375 zur Kommende Horneck. |  |
| Kommende Prozelten                                | 1260                  | 7. Mai 1484       | 1260 vermachten die Brüder Albert und Walter Schenke ihre Anteile an der Burg dem Deutschen Orden. 1320 erbte der Orden die restliche Burg. 1484 tauschte Reinhard von Neipperg die Burg an das Bistum Mainz gegen Burg Scheuerberg und Schloss Solme.  |  |
| Kommende Ulm                                      | 1226                  | 1806              | Keimzelle der Kommende wurde 1216 die Schenkung des Markgrafen Friedrich I. von Baden während des Fünften Kreuzzuges. 1806 Säkularisation durch das Königreich Bayern.                                                                                  |  |
| Kommende Waldbreitbach, auch: Breitbach           | 1260                  | 1809              | Siehe Kammerballei Koblenz. |  |
| Kommende Weinheim                                 | 1273                  | 6. Februar 1809   | Vor 1272 schenkte Gerhard von Hirschberg seine Güter dem Deutschen Orden. Von 1472 bis 1589 zur Kommende Sachsenhausen. 1809 Säkularisation durch das Großherzogtum Baden.                                                                              |  |
| Kommende Weißenburg                               |                       |                   | Ballei Elsass-Burgund, Kommende Weißenburg. |  |
| Kommende Winnenden                                | 1. Mai 1288           | 1655              | Berthold III. von Neuffen und seine Frau Richenza beschenkten den Deutschen Orden um eine Kommende zu gründen. 1665 erwarb Herzog Eberhard III. von Württemberg die Kommende vom Deutschordensmeister Johann Caspar von Ampringen für 48.000 Gulden.    |  |
| Kommende Würzburg                                 | 1224                  | 20. November 1805 | Am 19. November 1219 schenkte der Würzburger Bischof Otto I. von Lobdeburg dem Deutschen Orden Güter in Würzburg. Säkularisiert durch das Königreich Bayern.                                                                                            |  |
| Kommende Virnsberg                                | 12. Juni 1294         | 1806              | 1294 stiftete Burggraf Konrad II. von Nürnberg Burg und Güter zu Virnsberg dem Deutschen Orden. Säkularisation durch das Königreich Bayern. |  |

## Ballei Frankreich
| Kommende                       | von      | bis           | Anmerkung | Bild |
| ------------------------------ | -------- | ------------- | --- | ---- |
| Kommende Arles                 | um 1269  | 1394 bis 1423 | Wurde in der Amtszeit von Papst Benedikt XIII. eingezogen.                                                              |      |
| Kommende Beauvoir              |          | 1501          | 1501 an die Abtei Clairvaux verkauft.                                                                                   |      |
| Kommende Montpellier           | ca. 1263 | 1344          | 1228 übertrug der Magistrat dem Orden das St.-Martin-Spital. Die Kommende wurde an die Stadt für 1.500 Gulden verkauft. |      |
| Kommende Orbec (bei Nevers)    | 1242     | 1501          | 1501 an die Abtei Clairvaux verkauft.                                                                                   |      |
| Kommende S. Michel d’Emeritage | 1225     |               | |      |
| Kommende Vaudéville            | 1228/29  | 1452          | 1228 oder 1229 schenkte Hugo Chauderon Kirche und Gericht zu Vaudéville. 1451 gab es noch einen Komtur.                 |      |

## Ballei Hessen
| Kommende                                                  | von              | bis  | Anmerkung |  |
| --------------------------------------------------------- | ---------------- | ---- | --- |  |
| Landkommende Marburg                                      | 1233             | 1809 | 1236 und 1237 fanden in der Kommende die Generalkapitel zum Thema der Fusion mit dem Schwertbrüderorden statt, 1246 verlieh Papst Innozenz IV. dem Prior die bischöflichen Ehrenrechte. Ab 1586 lutherischer Konfession. 1809 zu Gunsten des Königreichs Westphalen von Jérôme Bonaparte säkularisiert. |  |
| Kommende Felsberg                                         | 1247             | 1474 | 1247 wurde dem Deutschen Orden die Pfarrkirche geschenkt. Ab 1474 von Marburg aus verwaltet. |  |
| Kommende Griefstedt                                       | 1234             | 1809 | Griefstedt war ein Geschenk des Hochmeisters Konrad von Thüringen an seinen Orden. Bis 1234 bei der Ballei Thüringen. 1809 Übernahme durch das Königreich Preußen. |  |
| Kommende Kirchhain                                        | 14. Jahrhundert  |      | Mitte des 14. Jahrhunderts erwarb der Deutsche Orden die Vogtei, den Zehnt und die Pfarrrechte. |  |
| Kommende Ober-Flörsheim                                   | 1253             | 1801 | Bereits 1237 kaufte der Orden Grundstücke in Ober-Flörsheim. 1801 Säkularisation durch Frankreich. |  |
| Kommende Obermöllrich (ab 1304 Fritzlar)                  | 1. November 1231 |      | Landgraf Heinrich Raspe IV. von Thüringen und sein Bruder Konrad, der spätere Hochmeister des Deutschen Ordens, schenkten dem Deutschen Orden Güter in Möllrich. 1809 von Jérôme Bonaparte zu Gunsten des Königreichs Westphalen säkularisiert.                                                         |  |
| Kommende Reichenbach, (heute Gemeinde Hessisch Lichtenau) | 1220             | 1323 | 1207 schenkte Graf Heinrich III. von Reichenbach das ehemalige Nonnenkloster dem Deutschen Orden. Ab 1310 von Thüringen in die Ballei Hessen, ging 1323 in der Landkommende Marburg auf. |  |
| Kommende Schiffenberg                                     | 1333             | 1809 | Fürstbischof Balduin von Trier übergab dem Deutschen Orden das ehemalige Augustiner-Chorherren-Kloster. 1809 Säkularisation durch das Königreich Westphalen. |  |
| Kommende Wetzlar                                          | 1285             | 1809 | Seit 1285 gab es den Deutschherrenhof in Wetzlar. 1809 Säkularisation zu Gunsten des Reichserzkanzlers Karl Theodor von Dalberg. |  |

## Kammerballei Koblenz
| Kommende                                                         | von                    | bis               | Anmerkung | Bild |
| ---------------------------------------------------------------- | ---------------------- | ----------------- | --- | ---- |
| Kommende Koblenz                                                 | 1216                   | 1809              | Der Trierer Erzbischof Theoderich II. von Wied rief 1216 die Ritter des Deutschen Ordens nach Koblenz und schenkte ihnen das Nikolausspital. Unterstand dem Hochmeister. Komture und elf andere Amtsträger von 1219 bis 1531 belegt. Bis 1600 Sitz des Landkomturs. 1809 Säkularisation durch Frankreich und an privat verkauft. |      |
| Kommende Beeck                                                   | 1317                   |                   | Beeck wird in einer Urkunde von Papst Johannes XXII. erwähnt, in der dieser die Schenkung des Hospitals zu Koblenz bestätigt. |      |
| Kommende Elsen                                                   | 1263/64                | 1809              | Von Frankreich 1809 säkularisiert und verkauft. Die Verwaltung erfolgte von der Kommende Köln-St. Katharinen aus. |      |
| Kommende Berk                                                    | Anfang 15. Jahrhundert |                   | |      |
| Kommende Dieren                                                  | 1240                   | 2. September 1647 | Unterstand dem Hochmeister. Komture und ein anderer Amtsträger von 1230 bis 1381 belegt. Ab 1434 zur Ballei Utrecht; siehe dort. |      |
| Kommende Ibersheim                                               | 1253                   | 22. Juli 1465     | Sie wird erstmals am 20. Februar 1282 in einem Zollprivileg des Königs Rudolf I. erwähnt. Unterstand dem Hochmeister. Komture von 1440 bis 1463 belegt. 1465 wegen des Dreizehnjährigen Krieges an Landgraf Hesso von Leiningen-Dagsburg für 4.000 Gulden verkauft. Endgültig bezahlt wurde aber erst am 8. Mai 1481.            |      |
| Kommende Judenrode                                               | 1261                   | 1263/64           | 1260 verkaufte der Graf von Hochstaden das Gut Judenrode. 1263/64 wurde die Herrschaft Elsen gekauft und der Sitz der Kommende dorthin verlegt. Unterstand dem Hochmeister. Komture von 1261 bis 1490 belegt. |      |
| Kommende Köln                                                    | 1218                   | 1802              | Noch vor 1218 erhielt der Deutsche Orden das Katharinenhospital. Seit 1600 Sitz des Landkomturs der Ballei Koblenz. 1802 Säkularisation durch Frankreich. |      |
| Kommende Muffendorf                                              | 1272                   | 17. Jahrhundert   | 1254 kaufte der Deutsche Orden für 50 Mark die Burg Muffendorf von der Abtei Siegburg. Im 17. Jahrhundert von der Kommende Waldbreitbach aus verwaltet. |      |
| Kommende Rheinberg                                               | 1317                   | 1317              | 1317 wird die Kommende in einer Quelle erwähnt. Kurz darauf zur Kommende Traar, teilweise taucht auch die Bezeichnung „Kommende Traar und Rheinberg“ auf. |      |
| Kommende Pitsemburg (Mechelen); auch: Pitsenburg oder Pilzenburg | 1269                   | 1795              | Walter VII. von Berthout gründete mit seiner Schenkung die Kommende. 1795 wurde Brabant von Napoleon erobert und der Orden enteignet. |      |
| Kommende Traar                                                   | 9. April 1274          | 1812              | Albert von Are und seine Frau Aleidis von Rode schenkten wegen Kinderlosigkeit ihr Erbe dem Deutschen Orden. 1812 Säkularisation durch Frankreich. |      |
| Kommende Vier Ambachten                                          | vor 1235               | 1241              | Die Kommende wurde vor 1235 gegründet und 1241 aufgehoben. |      |
| Kommende Waldbreitbach, auch: Breitbach                          | 1260                   | 1809              | Ab 1239 übernahm der Deutsche Orden die Seelsorge. Gräfin Mechthild von Sayn legte 1260 mit zahlreichen Schenkungen die Grundlage der Kommende. 1602 von der Ballei Franken zur Kammerballei Koblenz. 1809 Säkularisation durch das Herzogtum Nassau.                                                                            |      |

## Ballei Lamparten(Lombardei)
| Kommende                                              | von                        | bis                  | Anmerkung | Bild |
| ----------------------------------------------------- | -------------------------- | -------------------- | --- | ---- |
| Kommende Astian, bei Venedig (italienisch: Stigliano) | 1321                       | 1451 noch vorhanden: | Stadt und Burg Stigliano waren 1282 eine Schenkung von Avantius de Stigliano. Erst nach zahlreichen Prozessen wurde der Orden 1321 Eigentümer.                                                            |      |
| Kommende Bologna                                      | 1. Hälfte 13. Jahrhunderts | 1508                 | 1219 schenkte der König und spätere Kaiser Friedrich II. dem Orden Güter in Bologna. 1508 wurde die Kommende im Auftrag von Papst Julius II. beschlagnahmt.                                               |      |
| Kommende Brixeney (italienisch: Precenicco)           |                            |                      | ab 1521 zur Kammerballei Österreich; siehe dort. |      |
| Kommende Padua                                        | 1283–1299                  | 6. April 1546        | Spätestens 1282 erwarb der Deutsche Orden Land in Padua, das im 13. Jahrhundert zur Gründung der Kommende führte. Sitz des Landkomuturs. 1546 unter Papst Paul III. endgültig den Jesuiten überschrieben. |      |
| Kommende Venedig                                      | 1208                       | 1595                 | 1208 wurde unter dem Dogen Pietro Ziani ein Hospital errichtet. Sitz des Hochmeisters 1291 bis 1309. 1595 an den Patriarchen von Venedig, Lorenzo Priuli, für 14.000 Dukaten verkauft.                    |      |

## Ballei Lothringen
| Kommende                                                   | von       | bis              | Anmerkung | Bild |
| ---------------------------------------------------------- | --------- | ---------------- | --- | ---- |
| Landkommende Trier                                         | vor 1242  | 1801             | Am 17. April 1242 wird die Kommende zum ersten Male in einer Urkunde erwähnt. 1794 von Frankreich besetzt und 1801 säkularisiert. |      |
| Kommende Beckingen                                         | 1292      | 1544             | Die Kommende wurde 1544 aufgelöst und der Kommende Trier zugeordnet. |      |
| Kommende Dan (Wüstung zwischen Zinsweiler und Offenweiler) | 1245      | 1609             | Eberhard von Ettendorf schenkte seine Güter dem Deutschen Orden. 1609 von Frankreich säkularisiert. |      |
| Kommende Einsiedeln (heute Stadt Kaiserslautern)           | 1220–1230 | 22. Oktober 1793 | Einsiedeln war eine der reichsten Kommenden von Lothringen. 1793 von Napoleon per Dekret säkularisiert. |      |
| Kommende Luxemburg                                         | 1221      | Dezember 1672    | 1221 wurde dem Deutschen Orden ein Spital geschenkt, die Keimzelle der Kommende. Im Pyrenäenfrieden wurde Luxemburg an Frankreich abgetreten und die Kommende von Ludwig XIV. von Frankreich 1672 dem Lazarusorden geschenkt. |      |
| Kommende Mermersbrunn                                      |           |                  | |      |
| Kommende Metteswald                                        |           |                  | |      |
| Kommende Metz                                              | 1245      | 1552             | 1552 von Frankreich unter König Heinrich II. zerstört. Die Güter außerhalb Metz kamen zur Kommende Trier Komture und andere Amtsträger: Arnold (1245), Konrad, Kellermeister (1257), Conrad, zugleich Landkomtur (1264 V 15), Arnold (1290), Folmar (1317), Nicolaus von Saarburg (1336), Johann Listich von Landorf (1363), Hennekin von Flevy (1370), Arnold von Sailly, Spittler, zugleich Komtur von Beauvoir (1395), Herr Stange, Johann von Brandenburg (1404 III 9), Nikolaus von Stein-Biedersdorf (1405), Johann von Ossenheim (1410 II 16), Johann von Heppenheim (1427 XI 28), Johann von Frankfurt (1470), Georg (1486), Heinrich (von Lutern) (ca. 1489), Jost (Lutern) (1492). |      |
| Kommende St. Elisabeth, Saarbrücken                        | 1227      | 1793             | Graf Simon III. von Saarbrücken stiftete dem Deutschen Orden Grund und Gebäude in Saarbrücken. 1793 von Frankreich besetzt und aufgelöst. |      |
| Kommende Saarburg (an der oberen Saar)                     | 1245      | 1664             | Schon 1222 schenkte die Stadt dem Deutschen Orden das Hospital. Ab 1664 zur Kommende Trier. |      |
| Kommende Thann                                             | 1410      | 1648             | 1410 erste Erwähnung. 1648 von Frankreich besetzt und aufgelöst. |      |

## Ballei Mittelitalien
| Kommende | von  | bis  | Anmerkung | Bild |
| -------- | ---- | ---- | --- | ---- |
| Rom      |      |      | |      |
| Viterbo  | 1300 | 1309 | 1300 tauschte der Deutsche Orden seine Güter am Trasimenischen See gegen Güter in Viterbo. 1309 letztmals erwähnt in der Ballei Mittelitalien. |      |

## Kammerballei Österreich
| Kommende                                    | von             | bis              | Anmerkung | Bild |
| ------------------------------------------- | --------------- | ---------------- | --- | ---- |
| Kommende Wien                               | vor 1206        | 1918             | Wurde angeblich von Leopold VI und Bischof Wolfger von Passau gegründet. Sitz des Landkomturs. |      |
| Kommende Brixeney (italienisch: Precenicco) | 1232            | 1623             | Graf Engelhard III. von Görz schenkte um 1200 Burg und Ort dem Deutschen Orden. Ursprünglich in der Ballei Lamparten, kam Brixeney 1521 zur Ballei Österreich. 1623 an die Jesuiten verkauft. |      |
| Kommende Friesach und Sandhof               | 1203            | 1918             | 1203 übertrug der Salzburger Erzbischof Eberhard von Regensberg das Magdalenenhospital dem Deutschen Orden. 1492 errichtete der Deutsche Orden die St.-Blasius-Kirche. Nach dem Ersten Weltkrieg wurde die Kommende aufgelöst. |      |
| Kommende Graz                               | 1231–1240       | 1918             | Herzog Friedrich der Streitbare schenkte dem Deutschen Orden die Kunigundenkirche in Graz sowie sechs Dörfer. Nach dem Ersten Weltkrieg wurde die Kommende aufgelöst, die Kirche blieb noch bis 1979 beim Deutschen Orden. |      |
| Kommende Großsonntag                        | 1210            | 1918             | Friedrich III. von Pettau gründete um 1210 mit seiner Schenkung die Kommende. 1918 wurde die Kommende vom Königreich Jugoslawien verstaatlicht. |      |
| Kommende Laibach                            | 1250            | 1918             | Vor 1228 ließen sich Deutschordensritter in Laibach nieder. 1277 erwarb der Deutsche Orden ein ganzes Stadtviertel in Laibach. 1918 wurde die Kommende vom Königreich Jugoslawien verstaatlicht. |      |
| Kommende Leech, (heute Stadt Graz)          |                 |                  | siehe Kommende Graz |      |
| Kommende Möttling                           | 14. Jahrhundert | 1918             | Seit 1268 hatte der Orden Besitz in Möttling, der bis ins 14. Jahrhundert von Laibach aus verwaltet wurde. 1918 wurde die Kommende vom Königreich Jugoslawien säkularisiert. |      |
| Kommende Namslau, Slowenien                 | 1703            | 19. Oktober 1764 | Herzog Heinrich I. von Schlesien beschenkte Anfang des 13. Jahrhunderts den Orden mit Gütern, die im Laufe der Zeit verlorengingen. 1703 kaufte der Hochmeister Franz Ludwig von Pfalz-Neuburg das Gebiet mit 14 Dörfern für 110.000 Gulden von Kaiser Leopold I. Als Folge des Siebenjährigen Krieges von Preußen beschlagnahmt; endgültig aufgelöst am 30. Oktober 1810. |      |
| Kommende Tschernembl, Slowenien             | 14. Jahrhundert | 1918             | Von 1268 bis zum 14. Jahrhundert gehörte die Kommende Tschernembl zu Laibach. 1918 wurde die Kommende vom Königreich Jugoslawien verstaatlicht. |      |
| Kommende Wiener Neustadt                    | 1245            | 1809             | Die genaue Gründung ist unbekannt, nachweisbar seit 1245. Ab 1809 verpachtet, 1918 an Johann Kappelhofer verkauft. |      |

## Ballei Romanien(„Griechenland“)
| Kommende                                            | von       | bis             | Anmerkung | Bild |
| --------------------------------------------------- | --------- | --------------- | --- | ---- |
| Landkommende Mostenizza, griechisch: Methoni Μεθώνη | 1209.     | spätestens 1432 | Bis 1293 Sitz des Landkomturs; von Byzanz erobert.                                                                        |      |
| Kommende Andravida, griechisch: Ανδραβίδα           | Juli 1237 | 1289            | Sitz des Deutschorden-Hospitals und der Deutschordenskirche St. Jakob. 1289 von Papst Gregor XI. dem Orden entzogen.      |      |
| Kommende Kalamata, griechisch: Καλαμάτα             | 1209      | 1421            | Um 1421 von Byzanz erobert.                                                                                               |      |
| Kommende Korone, griechisch: Koroni Κορώνη          | 1209      | 1500            | Von den Osmanen erobert. Letzter Stützpunkt des Deutschen Ordens in Griechenland.                                         |      |
| Kommende Modon griechisch: Methoni Μεθώνη           | 1209      | 1499/1500       | 1391 wurde das St.-Johannes-Hospital errichtet. 1499/1500 erfolglose Verteidigung zusammen mit Venedig gegen die Osmanen. |      |
| Kommende Villegrot, griechisch: Veligosti Βελιγοστή | 1239      | spätestens 1432 | Die Ländereien waren ein Geschenk des französischen Barons Robert de l’Isle. Später von Byzanz erobert.                   |      |

## Ballei Sachsen
| Kommende                                      | von       | bis                  | Anmerkung | Bild |
| --------------------------------------------- | --------- | -------------------- | --- | ---- |
| Landkommende Lucklum                          | 1260      | 1809                 | 1213 wurde der Deutsche Orden mit der Elmsburg belehnt. Ab 1260 kaufte der Deutsche Orden Gebiete im Reitlingstal von Ekbert von der Asseburg. Ab 1287 Sitz des Landkomturs. 1809 zu Gunsten des Königreichs Westphalen von Jérôme Bonaparte säkularisiert.         |      |
| Kommende Aken                                 | ca. 1355  | 1718                 | Am 4. Juni 1355 erhielt der Deutsche Orden das Heilig-Geist-Spital von Herzog Rudolf I. als Schenkung. 1718 wurde die Kommune zusammen mit Dommitzsch für 24.000 Reichsthaler von Hochmeister Franz Ludwig aus Ehrenbreitstein an das Herzogtum Magdeburg verkauft. |      |
| Kommende Bergen (heute Stadt Wanzleben-Börde) | 1272      | 1806                 | 1272 verkaufen die Grafen von Barby das Dorf Bergen an den Deutschen Orden. Ab 1570 Sitz des Landkomturs. 1809 zu Gunsten des Königreichs Westphalen von Jérôme Bonaparte säkularisiert.                                                                            |      |
| Kommende Braunschweig                         |           |                      | |      |
| Kommende Bremen                               |           |                      | siehe Ballei Westfalen |      |
| Kommende Buro                                 | 1258      | 1809                 | Die Burg Buro war ein Geschenk von Fürst Heinrich I. von Anhalt. 1809 durch das Fürstentum Anhalt-Bernburg säkularisiert. |      |
| Kommende Dahnsdorf                            | 1248      | 1776                 | Albrecht I. von Sachsen. 1776 an Ludwig von Blankenstein verkauft. |      |
| Kommende Dommitzsch                           | 1223      | 1715/18              | Nach ersten Erwerbungen 1214 stiftete Markgraf Heinrich III. der Erlauchte die Kommende. 1718 Verkauf an den sächsischen Kurfürsten Friedrich August I. den Starken.                                                                                                |      |
| Kommende Elmsburg                             | 1221–1224 | 1318                 | Pfalzgraf Heinrich schenkte dem Deutschen Orden 1221 die Elmsburg. 1364 letztmals als Ordensburg erwähnt; danach als Lehen vergeben und verloren gegangen. |      |
| Kommende Frauenmark                           |           |                      | |      |
| Kommende Goslar                               | 1227      | 1501                 | Mit der Schenkung des Marienspitals und der Heilig-Geist-Kapelle wurde die Kommende begründet. 1501 an die Beginen verkauft. |      |
| Kommende Göttingen                            | 1318      | 1810                 | Herzog Otto von Braunschweig-Göttingen schenkte dem Deutschen Orden Grund und die Marienkirche. Die Gebäude wurden 1810 verkauft. |      |
| Kommende Grone                                | 1323      | 1809                 | Ab 1319 erwarb der Deutsche Orden Land, mit der Schenkung der Burgkapelle von Grone wurde die Kommende begründet. 1809 unter König Jérôme Bonaparte von Westfalen säkularisiert.                                                                                    |      |
| Kommende Höxter                               | 1285      | Ende 13. Jahrhundert | Für 1285 ist ein Komtur belegt. Letzte Erwähnung Ende 13. Jahrhundert. Sie wurde wahrscheinlich von Brackel aus verwaltet. |      |
| Kommende Langeln                              | 1219      | 1809                 | 1219 verkaufte der Bamberger Bischof Ekbert von Andechs-Meranien an Hermann von Salza das Dorf. 1809 unter König Jérôme Bonaparte von Westfalen säkularisiert. |      |
| Kommende Magdeburg                            | 1217      | vor 1584             | 1584 wird die Kommende als „verfallen“ bezeichnet und war im Besitz des Domkapitels von Magdeburg. |      |
| Kommende Reitling                             | 1260      | 1263                 | 1260 wurde die Wasserburg Reitling dem Deutschen Orden übertragen. 1263 zur Kommende Lucklum, Ballei Sachsen. |      |
| Kommende Rosenhagen bei Lübs                  |           |                      | Das Dorf wurde im Mittelalter aufgegeben und existiert heute nicht mehr. |      |
| Kommende Weddingen                            | 1501      | 1809                 | 1287 kaufte der Deutsche Orden Rechte in Weddingen. Mit dem Verkauf der Kommende Goslar wurde die Kommende Weddingen gegründet. 1809 unter König Jérôme Bonaparte von Westfalen säkularisiert.                                                                      |      |

## Ballei Sizilien
| Kommende                                 | von           | bis             | Anmerkung | Bild |
| ---------------------------------------- | ------------- | --------------- | --- | ---- |
| Kommende Agrigent italienisch: Agrigento | 1235          | spätestens 1491 | 1235 wurde mit der Schenkung des Johannes-Spitals der Stadt die Kommende begründet. 1300 und 1312 Sitz des Landkomturs.                                                                 |      |
| Kommende Casalnuovo (bei Tortorici)      |               | spätestens 1491 | |      |
| Kommende Corleone                        | 1300          | 1435/40         | Bis 1300 wurde das Gebiet von Palermo aus verwaltet. |      |
| Kommende Margena italienisch: Margana    | um 1220       | spätestens 1491 | Burg und Dorf Margena waren ein Geschenk des Kaisers Friedrich II. |      |
| Kommende Messina                         | 1220          |                 | Santa Maria degli Alemanni ist die einzige vom Deutschen Orden erbaute Kirche in Sizilien. 1451 wird sie noch von einem Ordensritter bewohnt.                                           |      |
| Kommende Palermo                         | 18. Juli 1197 | 1492            | König Heinrich VI. schenkte dem Orden das Kloster San Trinitatis; Kaiser Friedrich erweiterte die Kommende1219 mit zusätzlichen Schenkungen. 1492 vom spanischen Königshaus übernommen. |      |
| Kommende Polizzi (heute: Agira)          | 1206          | spätestens 1435 | Dem Orden wurde das Kloster Santa Margarita geschenkt. |      |
| Kommende Troia                           |               |                 | |      |

## Ballei Spanien
| Kommende                                                                               | von             | bis              | Anmerkung | Bild |
| -------------------------------------------------------------------------------------- | --------------- | ---------------- | --- | ---- |
| Kommende Carmona                                                                       | um 1250         | um 1355 verkauft | Wurde zeitweise von der Kommende La Mota aus verwaltet. |      |
| Kommende Calatayud                                                                     | 13. Jahrhundert | 1460             | |      |
| Kommende Monzon                                                                        | 1222.           | 1460             | |      |
| Kommende Mota del Marqués, auch: La Mota (bei Toro) oder Santa María de los Caballeros | 1230–1235       | 1460/65          | War ein Geschenk des kastilischen Königspaares Ferdinand III. der Heilige und Beatrix von Schwaben. Seit 1255 Sitz des Landkomturs. 1460/65 Übernahme durch spanische Adelige. |      |
| Kommende Sevilla                                                                       |                 | 1460/65          | Ab 1460 verkaufte der Orden seine spanischen Besitzungen. |      |

## Ballei Thüringen
| Kommende                                           | von                | bis             | Anmerkung | Bild |
| -------------------------------------------------- | ------------------ | --------------- | --- | ---- |
| Landkommende Zwätzen                               | um 1221            | 1809            | Am 13. Oktober 1221 wird erstmals ein Ordenspriester genannt. Ab 1248 Sitz des Landkomturs. 1809 Säkularisation durch das Herzogtum Sachsen-Weimar-Eisenach. |      |
| Kommende Adorf                                     | 1323               | 1521            | Seit 1270 gehörte die Kirche zu Adorf zum Deutschen Orden. |      |
| Kommende Altenburg                                 | 1221               | 1594            | 1213 schenkte der König und spätere Kaiser Friedrich II. dem Orden das Spital der Stadt. 1594 durch Herzog Friedrich Wilhelm I. von Sachsen-Weimar säkularisiert. |      |
| Kommende Asch                                      | Februar 1270       |                 | 1270 schenkten die Herren von Plauen die Pfarrei Asch an den Deutschen Orden. |      |
| Kommende Eger                                      | 1258               | 1692/96         | König Konrad IV. schenkte die Kommende in den frühen 1250er dem Deutschen Orden. Sie gehörte zunächst zur Ballei Thüringen, 1587 kam sie zur Ballei Franken und wurde der Kommende Nürnberg zur Verwaltung unterstellt. 1608 wurde sie an die Stadt Eger verkauft. 1628 musste die Stadt Eger die ehemalige Kommende an den Johanniterorden abgeben. 1692/96 wurde sie dann an die Jesuiten verkauft. |      |
| Kommende Erfurt                                    | vor 1252           | 1360            | 1302 bis 1332 bei der Ballei Hessen. Spätestens 1360 ging Erfurt in der Kommende Griefenstedt auf. Der Orden errichtete die Nicolaikirche in der Stadt. |      |
| Kommende Halle                                     | 1230               | 25. April 1511  | Schon um 1200 gründete der Deutsche Orden ein Hospital, die erste Gründung auf deutschem Boden. 1511 für 3.650 Gulden an das Kloster Neuwerk verkauft |      |
| Kommende Liebstedt                                 | 1. Oktober 1331    | 1809            | Markgraf Friedrich II. von Meißen tauschte 1331 mit dem Deutschen Orden Dorf und Feste Liebstedt mit Kirchlehen und allem Zubehör gegen die dem Orden gehörende Feste Wallhausen. 1809 Säkularisation durch das Königreich Sachsen. |      |
| Kommende Mühlhausen Altstadt                       | 1227               | 1599            | 1227 erwarb der Deutsche Orden St. Blasien und baute die Kirche neu. 1599 wurden alle Rechte an die Reichsstadt Mühlhausen verkauft. |      |
| Kommende Mühlhausen Neustadt                       | 1243               | 1599            | König Konrad IV. übertrug 1243 die Marienkirche mit allen Rechten dem Deutschen Orden. 1599 wurden alle Rechte und Grundstücke (insgesamt 220 km²) an die Reichsstadt Mühlhausen verkauft. |      |
| Kommende Nägelstedt (heute: Stadt Bad Langensalza) | 1222               | 1809            | 1222 kaufte der Deutsche Orden die Pfarrei Nägelstedt. 1809 Säkularisation zu Gunsten des Königreichs Sachsen. |      |
| Kommende Nennewitz                                 | 1248               | vor 1289        | Spätestens 1288 wurde Nennewitz der Kommende Altenburg angeschlossen. |      |
| Kommende Plauen                                    | 1214               | 1809            | 1214 gründete der Orden das „Deutsche Haus“; 1224 schenkte Vogt Heinrich der Mittlere von Weida die Johanniskirche mit allen Rechten dem Deutschen Orden. 1809 Säkularisation zu Gunsten des Königreichs Sachsen. |      |
| Kommende Porstendorf                               | 1221               | 28. Januar 1226 | Der Mainzer Erzbischof Siegfried II. von Eppstein übergab dem Orden das hiesige Augustiner-Chorherrenstift. Wegen dauernder Streitigkeiten unter Hermann von Salza an das Kloster Pforte verkauft. |      |
| Kommende Reichenbach im Vogtland                   | um 1274            | 1526            | Bereits seit 1250 gehörte die Pfarrkirche Reichenbach dem Deutschen Orden. Mit Einführung der Reformation 1526 vom Kurfürstentum Sachsen übernommen. |      |
| Kommende Reichenbach                               |                    |                 | Siehe Ballei Hessen |      |
| Kommende Saalfeld                                  | 1306               | 1328            | 1306 schenkten die Grafen von Schwarzburg dem Deutschen Orden die Pfarrei Johanneskirche. 1328 verkaufte der Hochmeister Siegfried von Feuchtwangen die Kommende. |      |
| Kommende Schleiz                                   | 1219/20.           | 1560            | 1284 schenkte Otto von Arnshaug die Pfarrkirche der Kommende. Mit Einführung der Reformation 1560 von der Stadt Schleiz übernommen. |      |
| Kommende Tanna                                     | 1311               | 1809            | 1279 schenkte Heinrich I., der Vogt von Gera, die Pfarrei dem Deutschen Orden. 1809 zu Gunsten des Fürstentum Reuß jüngere Linie säkularisiert. |      |
| Kommende Vargula                                   | 1341               | 1385            | Am 20. Februar 1340 kaufte der Deutsche Orden Burg und Amt vom Fuldaer Abt Heinrich VI von Hohenberg. 1385 für 3050 Schock Meißner Groschen an die Stadt Erfurt verkauft. |      |
| Kommende Wechselburg                               |                    |                 | siehe Kommende Zschillen, Ballei Thüringen. |      |
| Kommende Weimar                                    | 16. September 1284 | 1525            | Otto III. von Weimar-Orlamünde schenkte dem Deutschen Orden die Stadtpfarrkirche als Keimzelle der Kommende. 1525 von der Stadt Weimar eingezogen. |      |
| Kommende Zschillen, (heute: Kloster Wechselburg)   | 1278               | 1543            | Markgraf Heinrich der Erlauchte schenkte das Kloster 1278 dem Deutschen Orden. 1543 Säkularisation durch Herzog Moritz von Sachsen. |      |

## Ballei Utrecht
| Kommende                                                                 | von           | bis               | Anmerkung | Bild    |
| ------------------------------------------------------------------------ | ------------- | ----------------- | --- | ------- |
| Landkommende Utrecht                                                     | 1231          | Heute             | 1231 spendeten Ritter Sweder von Dingede und seine Frau Beatrix von Loon dem Deutschen Orden das Deutsche Haus in Utrecht als Gabe für einen nicht unternommenen Kreuzzug. Unter König Louis Bonaparte vorübergehend säkularisiert aber wieder eingestellt.                                                                       |         |
| Kommende Bunne, auch: Bonne (heute: Gemeinde Tynaarlo)                   | 1278          | 1563              | 1272 schenkte Ritter Ludolf Bunne die Burg Bunne dem Deutschen Orden. Wegen hoher Schulden wurde die Komturei an Johan Ewsum 1563 verkauft. |         |
| Kommende Dieren                                                          | 1218          | 2. September 1647 | Graf Adolf III. von Berg schenkte dem Orden das Marienhospital, bevor er zum Fünften Kreuzzug aufbrach. 1420 kam Dieren zur Ballei Aldenbiesen, am 24. März 1434 wurde sie an die Ballei Utrecht veräußert. 1647 für 147.000 Gulden an Prinz Wilhelm II. von Oranien verkauft. Eine Niederlassung des Ordens existiert bis heute. |         |
| Kommende Doesburg                                                        | 12. Juni 1286 | 1657              | 1276 bekam der Deutsche Orden das Kloster Bethlehem, das 1286 gegen die Patronatsrechte der Kirche St. Marien in Doesburg getauscht wurde. 1657 an die Stadt Doesburg verkauft. |         |
| Kommende Hemert (heute Gemeinde Neerijnen)                               | 1256          | 1328              | 1328 zur Kommende Tiel, Ballei Utrecht. |         |
| Kommende Hofdijk (heute Herenlaan, Maasland, „Gemeinde Midden-Delfland“) | 1241          | 1365              | 1365 zur Kommende Maasland, Ballei Utrecht. |         |
| Kommende Katwijk                                                         | 1388          | 1572              | Burggraf Dyrk van Leiden schenkte 1388 dem Deutschen Orden das Spital und Kapelle in Katwijk. Für 1451 ist das Bestehen der Kommende noch verbürgt. 1572 unter Wilhelm I. von Oranien säkularisiert. |         |
| Kommende Leiden                                                          | 1268          | 1572              | 1268 schenkte Graf Floris V. von Holland das Patronatsrecht der St.-Petrus-Kirche dem Deutschen Orden. 1572 unter Wilhelm I. von Oranien säkularisiert und der Stadt übergeben. |         |
| Kommende Maasland                                                        | 1365          | 1724              | 1241 schenkte Graf Wilhelm II. von Holland dem Orden das Patronat von Maasland. Bis 1365 hieß die Kommende Hofdijk. 1637 vermietet, 1724 wurde die Kommende aufgegeben, eine Niederlassung des Ordens existiert bis heute. |         |
| Kommende Middelburg                                                      | 1317          | 1581              | Entstand durch Schenkungen Middelburger Bürger. Bis 1317 hieß die Kommende Zandvoord. 1581 für 1300 Goldene Gulden an Anna von Burgund verkauft. |         |
| Kommende Nes, auch: Nesse                                                | 1242/43       | 1604              | Vom Utrechter Bischof Otto III. von Holland begründet und mit der Kirche Oldenboorn beschenkt. 1604 durch die Generalstaaten eingezogen. |         |
| Kommende Schelluinen (heute Gemeinde Giessenlanden)                      | 1220          | 1700              | Ritter Diederik Herr von Altena schenkte dem Deutschen Orden die Pfarrei der Nikolauskirche. Die Komturei wurde zwischen 1248 und 1265 eine kurze Zeit aufgegeben. Durch Hochwasser wurde die Kommende immer wieder schwer beschädigt, so dass sie 1700 versteigert wurde.                                                        |         |
| Kommende Ootmarsum; auch: Ottmarsheim                                    | 1263          | 25. April 1635    | Die Ritter Frederik van Arreth und Hendrik van Almelo schenkten dem Deutschen Orden Kirche, Häuser und Grundstücke in Ootmarsum. Ab 1451 in der Ballei Westfalen. 1635 tauschte der Orden mit Johan Diederik van Heiden die Kommende gegen den Sitz Waldenburg (Westfalen).                                                       | [ 305 ] |
| Kommende Rhenen                                                          | 1267          | 1636              | 1267 erhielt der Deutsche Orden von Graf Otto II. von Bentheim das Patronat über die St.-Cunera-Kirche. Unter Johann Kaspar von Stadion verkauft. |         |
| Kommende Schoonhoven                                                     | 1395          | 1578              | 1395 schenkte Graf Guido von Blois den Ort dem Deutschen Orden. 1578 übernahm die Stadt Schoonhoven die Komturei und löste sie auf. |         |
| Kommende Schoten; auch: Schoterburen, Oudeschoot                         | 1289          | 1672              | Um 1300 gehörte das Kloster zum Deutschen Orden, dazu kam ein Hospital. 1580 durch die Reformation säkularisiert, 1602 aber wieder gegründet. |         |
| Kommende Tiel                                                            | 1328          | 1679              | Ab 1328 gehörte dem Deutschen Orden die St.-Walburga- und die St.-Martins-Kirche. Zugleich wurde die Kommende Hemert nach Tiel gegeben. 1679 nach Verhandlungen mit der Stadt Tiel aufgelöst. Eine Niederlassung des Ordens existiert bis heute.                                                                                  |         |
| Kommende Valkenburg                                                      | 1241          | 1615              | 1241 schenkte Graf Wilhelm II. von Holland dem Deutschen Orden die Kirche von Valkenburg. 1615 verkauft. Siehe auch Kommende Katwijk. |         |
| Kommende Zandvoort (bei Middelburg)                                      | 1271          | 1317              | 1317 wurde die Kommende aufgelöst und von Middelburg verwaltet. |         |

## Ballei Westfalen
| Kommende                                    | von                  | bis            | Anmerkung | Bild |
| ------------------------------------------- | -------------------- | -------------- | --- | ---- |
| Landkommende Mülheim (heute Stadt Warstein) | 24. Juni 1290        | 24. Juli 1809  | Um 1266/68 vermachte der Ritter von Mulnheim seinen Besitz dem Deutschen Orden. Ab 1544 zusammen mit Münster Sitz des Landkomturs. 1809 säkularisiert durch das Großherzogtum Hessen. |      |
| Kommende Brackel (heute Stadt Dortmund)     | 1290                 | 5. Juni 1802   | 1809 Säkularisation durch das Großherzogtum Berg |      |
| Kommende Bremen                             | 1238                 | 1562           | Ab 1313 zum Meistertum Livland gehörend. 1562 für 9.000 Gulden an die Stadt Bremen verkauft. |      |
| Kommende Duisburg                           | 1313                 | 1805           | 1254 wurde dem Deutschen Orden die Pfarrei San Salvator übertragen. 1805 säkularisiert |      |
| Kommende Malenburg                          | 12. Januar 1692      | 9. August 1806 | 1692 kaufte der Deutsche Orden das freiadelige Gut für 20.000 Reichsthaler. 1806 durch das Herzogtum Aremberg säkularisiert; endgültige Übergabe 1809. |      |
| Kommende Münster                            | 1247                 | 1809           | Bereits 1238 erhob der Deutsche Orden den Zehnten. 1247 spendete Bischof Ludolf von Holte dem Orden 1247 Grundstücke für den Bau der St.-Georgs-Kirche, die der Kommende den Namen gab. Seit 1324 Sitz des Landkomturs, den sie sich ab 1544 mit Mülheim teilen musste. 1809 Säkularisation zu Gunsten des Großherzogtums Berg. |      |
| Kommende Osnabrück                          | Ende 14. Jahrhundert | 10. Juni 1809  | Ab 1763 von Mülheim aus verwaltet. 1809 zu Gunsten des Königreichs Westphalen von Jérôme Bonaparte säkularisiert. |      |
| Kommende Ottmarsheim; auch: Ootmarsum       |                      |                | siehe Ballei Utrecht |      |
| Kommende Waldenburg                         | 25. April 1635       | 31. Mai 1692   | 1635 gegen die Ballei Ootmarsum eingetauscht. 1692 für 31.200 Reichsthaler an den Freiherrn von Fürstenberg verkauft. |      |
| Kommende Welheim (heute Stadt Bottrop)      | 1253/54              | 1809           | Eberhard von Welheim übergab 1230 seinen Besitz dem Deutschen Orden. 1809 säkularisiert und vom Großherzogtum Berg und dem Herzogtum Aremberg in Besitz genommen. |      |

## Meistertum Livland
| Kommende                                         | von              | bis             | Anmerkung | Bild |  |
| ------------------------------------------------ | ---------------- | --------------- | --- | ---- |  |
| Komturei Wenden                                  | 1209             | 1562            | Die Schwertbrüder errichteten unter Winno von Rohrbach 1209 eine erste Burg. 1237 bis 1561 Sitz des Landmeisters von Livland. 1561 zum Herzogtum Kurland und Semgallen. |      |  |
| Komturei Aristun (Schweden)                      | 1312             | 1467            | 1312 werden erstmals Komture erwähnt; 1467 verkauft. |      |  |
| Komturei Schloss Årsta (bei Stockholm, Schweden) | 1285             | 1467            | Der Schwede Karl Ulfsson schenkte 1285 dem Meistertum Livland seinen Besitz in Schweden. 1467 an Erik Axelsson Tott verkauft. |      |  |
| Komturei Kommende Ascheraden                     | 1252             | 1478            | 1209 vom Schwertbrüderorden gegründet, der sich 1239 dem Deutschen Orden anschloss. |      |  |
| Komturei Bauske                                  | 1443             | 1562            | Errichtet unter Heinrich Vincke von Overberch. Ab 1562 Residenz des Herzogs von Kurland. |      |  |
| Kommende Bremen                                  | 1238             | 1562            | Ab 1313 zum Meistertum Livland gehörend. 1562 für 9.000 Gulden an die Stadt Bremen verkauft. |      |  |
| Komturei Christmemel                             |                  |                 | Unterstand dem Hochmeister. Ein Komtur und ein anderer Amtsträger von 1313 bis 1314 belegt. |      |  |
| Komturei Doblen                                  | 1376             | 1562            | Unter Eberhard von Monheim wurde 1335 die Burg Doblen errichtet. 1562 löste sich der Ordensstaat Altlivland auf. |      |  |
| Komturei Dünaburg                                | 1387             | 1558            | 1275 wurde die erste Burg des Livländischen Ordens errichtet. 1558 an das Königreich Polen-Litauen verpfändet, 1562 verloren gegangen. |      |  |
| Komturei Dünamünde (heute Stadt Riga)            | 1305             | 1558            | 1305 kaufte der Deutsche Orden das Kloster Dünamünde, das zu einer Festung umgebaut wurde. Nach Ausbruch des Livländischen Krieges gingen die Besitzungen an die Freie Reichsstadt Riga verloren. |      |  |
| Komturei Gotteswerder                            |                  |                 | Unterstand dem Hochmeister. Ein Komtur und ein anderer Amtsträger 1369 und 1402 belegt. |      |  |
| Komturei Fellin                                  | 1224             | 1560            | 1224 eroberte der Schwertbrüderorden die Burg und baute sie zu einer der stärksten Festungen Livlands aus. 1560 im Livländischen Krieg von Moskau erobert und für den Orden verloren gegangen. |      |  |
| Komturei Karkus                                  | 1248             | 1560            | 1248 wurde unter Andreas von Felben eine erste Burg errichtet. Sie wurde zu einer zentralen Befestigung des Ordens. 1560 im Livländischen Krieg von Moskau erobert und für den Orden verloren gegangen. |      |  |
| Komturei Krankow                                 | 27. Oktober 1268 | 23. August 1356 | Wahrscheinlich bestand die Kommende schon 1240. Zu Krankow gehörten noch sechs weitere Dörfer in Mecklenburg. 1356 für 1000 Mark Silber an Marquard von Stove verkauft. |      |  |
| Komturei Goldingen                               | 1252             | 1560            | 1242 erbaute Dietrich von Grüningen die Jesusburg, die später in Goldingen umbenannt wurde. 1252 wird erstmals ein Komtur namens Bruno erwähnt. 1561 zum Herzogtum Kurland und Semgallen. |      |  |
| Komturei Leal                                    | 1234             | 1562            | Um 1234 errichtet der Schwertbrüderorden unter Volkwin von Naumburg zu Winterstätten die Burg Leal. 1562 von König Erik XIV von Schweden erobert. |      |  |
| Komturei Marienburg                              | 1342             | 1560            | 1342 errichtete der livländischen Ordensmeister Burchard von Dreileben eine steinerne Burg. 1560 im Livländischen Krieg erst von Moskau und dann von Schweden erobert und für den Orden verloren gegangen.                                                                                                   |      |  |
| Komturei Memel                                   | 1254             | 1525            | 1252/53 wurde vom livländischen Landmeister Eberhard von Seyne die Memelburg errichtet. 1323 zum Meistertum Preußen. Ging 1525 im Herzogtum Preußen auf. |      |  |
| Komturei Mitau                                   | 1272             | 5. März 1279    | Landmeister Konrad von Mandern errichtete 1265 die erste Burg. In der Schlacht bei Ascheraden zerstört. |      |  |
| Komturei Odenpäh                                 | 1224             | 1561            | 1224 errichtete der Bischof von Dorpat, Hermann I. von Buxthoeven eine Burg, die er dem Schwertbrüderorden verlieh. 1558 im Livländischen Krieg von Russland erobert und für den Orden verloren gegangen. |      |  |
| Komturei Pernau                                  | 1251             | 1561            | 1265 Bau der Ordensburg unter Landmeister Konrad von Mandern. 1561 im Livländischen Krieg von Schweden erobert. |      |  |
| Komturei Reval                                   | 1234             | 1561            | Vom Schwertbrüderorden unter Schenk von Winterstein 1227 von Dänemark erobert. 1238 bis 1346 wieder dänisch. 1561 im Livländischen Krieg von Schweden erobert. |      |  |
| Komturei Riga                                    | 17. März 1330    | 1558            | Eberhard von Monheim erobert die Stadt Riga für den Deutschen Orden und beginnt mit dem Bau einer Ordensburg. Dem Orden gehörte das Gebiet rechts der Düna, der Stadt Riga das Gebiet links der Düna. Nach Ausbruch des Livländischen Krieges gingen die Besitzungen an die Freie Reichsstadt Riga verloren. |      |  |
| Komturei Segewold                                | 1207             | 1561            | 1207 errichtete der Schwertbrüderorden eine erste Burg in Segewold. 1561 im Livländischen Krieg von Polen-Litauen erobert und für den Orden verloren gegangen. |      |  |
| Komturei Talkhof                                 | 1343             | 1560            | Burchard von Dreileben ließ 1343 eine erste Burg errichten. 1560 im Livländischen Krieg von Moskau erobert und für den Orden verloren gegangen. |      |  |
| Komturei Weißenstein; auch: Jerwen               | 1265             | 1562            | Unter Konrad von Mandern wurde die Burg Wittenstein errichtet. 1562 löste sich der Ordensstaat Altlivland auf. |      |  |
| Komturei Kommende Windau                         | 1290             | 1562            | 1290 wurde unter Landmeister Balthasar Holte die Burg Winda errichtet. 1562 zum Herzogtum Kurland. |      |  |

Dem Meistertum Livland unterstand auch der Hof des Deutschen Ordens in Lübeck.

## Meistertum Preußen
| Kommende                                          | von               | bis                | Anmerkung | Bild             |
| ------------------------------------------------- | ----------------- | ------------------ | --- | ---------------- |
| Komturei Marienburg                               | 1272/74           | 1466               | 1272 begann Ordenslandmeister Konrad von Tierberg der Ältere. mit dem Bau der Burg. Von 1309 bis 1454 Sitz des Hochmeisters. 1466 im Zweiten Frieden von Thorn an das Königreich Polen abgetreten. Sitz eines Großschäffers. Komture und 35 andere Amtsträger von 1251 bis 1466 belegt.                                                   |                  |
| Komturei Althausen bei Kulm                       | 1232              | 13. Dezember 1466  | 1232 wurde unter Hermann Balk eine erste Burg errichtet. 1466 im Zweiten Frieden von Thorn an das Königreich Polen abgetreten. Komture und fünf andere Amtsträger von 1251 bis 1471 belegt. |                  |
| Komturei Balga                                    | 1239              | 1525               | 1239 unter Dietrich von Bernheim für den Deutschen Orden erobert. 1525 Umwandlung des Ordensstaates in ein weltliches Herzogtum Preußen durch den Vertrag von Krakau. Komture und dreißig andere Amtsträger von 1250 bis 1525 belegt. |                  |
| Vogtei Bebern                                     |                   |                    | Im Dobringer Land. Vögte und vier andere Amtsträger von 1337 bis 1409 belegt. |                  |
| Komturei Birgelau, auch: Birglau                  | 1270              | 1415               | Die erste Burg entstand noch vor 1251. 1415 wurde die Kommende aufgehoben. Komture und sieben andere Amtsträger von 1270 bis 1450 belegt. |                  |
| Komturei Brandenburg                              | 1266              | 1525               | Markgraf Otto III. von Brandenburg errichtete 1266 eine erste Burg. 1525 Umwandlung des Ordensstaates in ein weltliches Herzogtum Preußen durch den Vertrag von Krakau. Komture und 19 andere Amtsträger von 1257 bis 1512 belegt. |                  |
| Komturei Bratian; auch: Brattian oder Brathan     | 1343              | 13. Dezember 1466  | Bau der Burg 1343 unter Jakob von Reinach. 1466 im Zweiten Frieden von Thorn an das Königreich Polen abgetreten. |                  |
| Komturei Bütow                                    | 1329              | 1466               | Die Söhne des pommerschen Kanzlers Henning Behr verkauften das Gebiet an den Deutschen Orden. 1466 im Zweiten Frieden von Thorn an das Herzogtum Pommern abgetreten. Pfleger und drei andere Amtsträger von 1346 bis 1455 belegt. |                  |
| Komturei Christburg                               | 1247              | 13. Dezember 1466  | Die Burg wurde an Heilig Abend unter Heinrich von Lichtenstein von den Pruzzen erobert, was zu ihrem Namenführte. 1466 im Zweiten Frieden von Thorn an das Königreich Polen abgetreten. Der Oberste Trappier war zumeist gleichzeitig Komtur von Christburg. Komture und 22 andere Amtsträger von 1250 bis 1455 (sowie 1503/1504) belegt. |                  |
| Komturei Danzig                                   | 13. November 1308 | 13. Dezember 1466  | 1308 eroberte der Deutsche Orden unter Heinrich von Plötzke die Stadt.1466 im Zweiten Frieden von Thorn an das Königreich Polen abgetreten. Komture und 22 andere Amtsträger von 1310 bis 1456 belegt. |                  |
| Komturei Dirschau                                 | 1309              | 13. Dezember 1466  | 1309 von Heinrich von Plötzke für den Deutschen Orden erobert. 1466 im Zweiten Frieden von Thorn an das Königreich Polen abgetreten. Vögte und fünf andere Amtsträger von 1310 bis 1458 belegt. |                  |
| Komturei Elbing                                   | 1237              | 13. Dezember 1466  | Die Stadt wurde 1237 vom Deutschen Orden gegründet. 1255 bis 1309 Sitz des Landmeisters von Preußen. 1466 im Zweiten Frieden von Thorn an das Königreich Polen abgetreten. Der Oberste Spittler war zumeist gleichzeitig Komtur von Elbing. Komture und 22 andere Amtsträger von 1246 bis 1459 belegt.                                    |                  |
| Komturei Engelsburg                               | 1239              | 1454               | 1230 erbaute der Deutsche Orden die erste Burg, „Mons Angelorum“. 1454 von Rebellen während des Dreizehnjährigen Krieges besetzt, 1466 im Zweiten Frieden von Thorn an das Königreich Polen abgetreten. Komture und vier andere Amtsträger von 1278 bis 1521 belegt.                                                                      |                  |
| Komturei Gollub                                   | 1293              | 13. Dezember 1466  | Ab 1293 wurde die Burg unter Meinhard von Querfurt als „castrum Golubam“ errichtet. 1466 im Zweiten Frieden von Thorn an das Königreich Polen abgetreten. Komture und drei andere Amtsträger von 1306 bis 1455 belegt. |                  |
| Vogtei Gotland                                    |                   |                    | Vögte von 1398 bis 1407 belegt. |                  |
| Komturei Graudenz                                 | 1231              | 8. Februar 1454    | 1234 ließ Hermann von Balk eine erste Burg errichten. 1454 von Rebellen während des Dreizehnjährigen Krieges besetzt, seitdem polnisch. 1466 im Zweiten Frieden von Thornendgültig an das Königreich Polen abgetreten. Komture und zwölf andere Amtsträger von 1263/64 bis 1454 belegt.                                                   |                  |
| Komturei Königsberg                               | 1255              | 8. April 1525      | Ab 1457 Sitz des Hochmeisters. 1525 Umwandlung des Ordensstaates in ein weltliches Herzogtum Preußen durch den Vertrag von Krakau. Der Oberste Marschall war oft Komtur von Königsberg. Außerdem Sitz eines Großschäffers. Komture und vier anderer Amtsträger von 1255 bis 1499 belegt.                                                  |                  |
| Komturei Kulm                                     | 1233              |                    | 1233 gründete der Deutsche Orden die Stadt. 1466 im Zweiten Frieden von Thorn endgültig an das Königreich Polen abgetreten. Komture und Vögte des Bischofs und des Dokpaitels von 1264 bis 1521 belegt. |                  |
| Komturei Memel                                    | 1254              | 1525               | 1252/53 wurde vom livländischen Landmeister Eberhard von Seyne die Memelburg errichtet. Bis 1322 im Meistertum Livland. Ging 1525 im Herzogtum Preußen auf. Komture und neun anderer Amtsträger von 1253 bis 1525 belegt. |                  |
| Komturei Mewe                                     | 1276              | 13. Dezember 1466  | Herzog Swantopolk II. von Pommerellen vererbte das Mewer Land dem Deutschen Orden; 1466 im Zweiten Frieden von Thorn an das Königreich Polen abgetreten. Komture und zwölf anderer Amtsträger von 1288 bis 1482 belegt. |                  |
| Komturei bzw. Pflegeamt Morin                     |                   |                    | Komture bzw. Pfleger von 1292 bis 1394 belegt. |                  |
| Komturei bzw. Pflegeamt Münsterberg               |                   |                    | Ein Komtur zu 1503 belegt. |                  |
| Komturei Nessau                                   | 16. Mai 1230      | 27. September 1422 | Konrad von Masowien übergab im Vertrag von Kruschwitz dem Deutschen Orden die Burg Nessau. 1420 von König Władysław II. Jagiełło erobert und im Frieden von Melnosee an Polen abgetreten. Komture und fünf anderer Amtsträger von 1255 bis 1435 belegt.                                                                                   | Burgstall Nessau |
| Vogtei Neumark                                    |                   |                    | Vögte und neun andere Amtsträger von 1337 bis 1455 belegt. |                  |
| Komturei und Vogtei Neumark                       |                   |                    | Komtur und Vogt von 1334 bis 1343 belegt. |                  |
| Komturei Osterode                                 | 1332              | 1525               | 1332 wurde unter Luther von Braunschweig die erste Burg errichtet und die Komturei begründet. 1525 Umwandlung des Ordensstaates in ein weltliches Herzogtum Preußen durch den Vertrag von Krakau. Komture und 14 anderer Amtsträger von 1300 bis 1524 belegt.                                                                             |                  |
| Komturei Papau                                    | 1287              | 1458               | 1287 ließ Burchard von Schwanden eine erste Burg errichten. im Dreizehnjährigen Krieg von Polen erobert und dem Bischof von Kulm geschenkt. Komture und zwei anderer Amtsträger von 1284 bis 1458 belegt. |                  |
| Komturei Ragnit                                   | 1289              | 1525               | Unter Meinhard von Querfurt wurde eine erste Festung errichtet, die Burg Landeshut. Die Komturei ging 1525 im Herzogtum Preußen auf. Komture und 18 anderer Amtsträger von 1288 bis 1525 belegt. |                  |
| Komturei Rehden; auch: Rheden                     | 1234              | 1454               | 1234 begann unter Herrmann von Balk der Bau der Burg. 1454 vom Preußischen Bund eingenommen, 1466 im Zweiten Frieden von Thorn an das Königreich Polen abgetreten. Komture und acht anderer Amtsträger von 1251 bis 1461 belegt. |                  |
| Komturei Rhein                                    | 1393              | 1525               | 1393 bis 1397 Kommende, danach Pflegamt, 1418 bis 1422 erneut Kommende, danach wieder Pflegamt, 1464, 1477 bis 1525 erneut Kommende |                  |
| Komturei Roggenhausen                             | ca. 1300          | 1454               | 1275 wurde unter Konrad von Thierberg eine erste Burg errichtet, die jedoch schnell an Bedeutung verlor. Im Dreizehnjährigen Krieg zerstört und von Polen besetzt. Komture und neun anderer Amtsträger von 1278 bis 1454 belegt. |                  |
| Vogtei Samaiten                                   |                   |                    | Vögte und fünf andere Amtsträger von 1400 bis 1409 belegt. |                  |
| Komturei Schlochau                                | 1312              | 13. Dezember 1466  | 1312 kaufte Karl von Trier für 250 Mark in Silber den Ort von Nikolaus von Poniec. 1466 im Zweiten Frieden von Thorn an das Königreich Polen abgetreten. Komture und 15 anderer Amtsträger von 1321 bis 1525 belegt. |                  |
| Komturei Schönsee                                 | 1278              | 13. Dezember 1466  | 1231 gab Konrad I. von Masowien dem Deutschen Orden das Gebiet; 1280 bis 1290 wurde eine Ordensburg errichtet. 1466 im Zweiten Frieden von Thorn an das Königreich Polen abgetreten. Komture und neun anderer Amtsträger von 1278 bis 1455 belegt.                                                                                        |                  |
| Komturei Schwetz                                  | 1309              | 13. Dezember 1466  | 1309 wurde die Stadt von Heinrich von Plötzke erobert. 1466 im Zweiten Frieden von Thorn an das Königreich Polen abgetreten. Komture und neun anderer Amtsträger von 1317 bis 1461 belegt. |                  |
| Pflegeamt Severiner Bant und an der unteren Donau |                   |                    | Pfleger von 1430 bis 1432 belegt. |                  |
| Komturei Strasburg                                | 1307              | 1462               | 1285 wurde eine erste Burg errichtet. Prinz Władysław I. Ellenlang gab das Land als Pfand dem Deutschen Orden. 1317 wurde es vollständig von Deutschen Orden gekauft. 1462 von Polen erobert und 1466 im Zweiten Frieden von Thorn an das Königreich Polen abgetreten. Komture und zwlf anderer Amtsträger von 1337 bis 1479 belegt.      |                  |
| Komturei Thorn                                    | 1231              | 13. Dezember 1466  | Landmeister Hermann von Balk gründete die Stadt. 1466 im Zweiten Frieden von Thorn an das Königreich Polen abgetreten. Komture und elf anderer Amtsträger von 1251 bis 1454 belegt. |                  |
| Pflegeamt Traken                                  |                   |                    | Ein Pfleger zu 1382 belegt. |                  |
| Komturei Tuchel                                   | um 1287           | 19. Oktober 1466   | Um 1287 wurde die Siedlung und eine Burg angelegt. 1466 im Zweiten Frieden von Thorn an das Königreich Polen abgetreten. Komture und zehn anderer Amtsträger von 1330 bis 1467 belegt. |                  |
| Pflegeamt Wese                                    |                   |                    | |                  |

## Heutige Ordensprovinzen

### Priorat Deutschland
1. Priorat Weyarn
2. Konvent Darmstadt
3. Konvent Frankfurt-Sachsenhausen
4. Konvent Kloster Maria Birnbaum
5. Konvent Wetter
6. Niederlassung Frankenberg
7. Niederlassung Rheinbach
8. Niederlassung Koblenz

Ehemalige Konvente der Deutschen Provinz:
- Niederlassung Nürnberg (2008–2011)

### Priorat Österreich
1. Konvent am Hochmeisteramt zu Wien

### Priorat Südtirol
1. Priorat Lana

### Priorat Slowenien
1. Priorat Laibach[394]

### Priorat Tschechien-Slowakei
1. Priorat Troppau
2. Konvent Freudenthal
3. Konvent Topol’cany

## Heutige Balleien der Familiaren
- selbständige Komturei „Alden Biesen“ in Belgien

### Ballei Österreich
1. Komturei „An Enns und Salzach“
2. Komturei „An Der Drau“

### Ballei Deutschland
mit den Komtureien
1. Komturei „An Isar, Lech und Donau“
2. Komturei „An der Donau“
3. Komturei „Franken“
4. Komturei „Am Oberrhein“
5. Komturei „An Tauber, Neckar und Bodensee“
6. Komturei „An Rhein und Main“
7. Komturei „An Rhein und Ruhr“
8. Komturei „An Weser und Ems“
9. Komturei „An Elbe und Ostsee“

### Ballei „An der Etsch und im Gebirge“ (Südtirol)
1. Komturei „Am Inn und Hohen Rhein“